# Étymologie des caractères chinois
L’étymologie des caractères chinois décrit l'origine des signes employés par l'écriture chinoise, c'est-à-dire la manière dont ils ont été composés ou dérivés, en relation avec leur sémantique originelle.
Tous les caractères chinois sont des logogrammes, mais on peut en distinguer plusieurs types, suivant leur étymologie. Un petit nombre sont des pictogrammes (象形 pinyin : xiàngxíng) ; un plus grand nombre sont des idéogrammes au sens strict (指事 zhǐshì), généralement composés (會意 huìyì) ; mais une écrasante majorité sont des composés nommés idéophonogrammes (形聲 xíngshēng).
Les systèmes de classification traditionnels distinguent de plus les emprunts phonétiques (假借 jiǎjiè) et les dérivations (轉注 zhuǎn zhù). Les universitaires modernes ont proposé divers systèmes de classification, rejetant certaines de ces catégories anciennes.

## Forme graphique, sens et prononciation

### Les langues à caractères chinois
En préalable, il faut se rappeler qu'il n'y a pas une mais des langues chinoises (mandarin, cantonais...), qui partagent les mêmes caractères d'écriture. L'utilisation traditionnelle des caractères chinois s'étend même au-delà des limites de la Chine proprement dite, au Japon, mais aussi en Corée et au Vietnam.
Il est donc banal, pour un lettré lisant un caractère chinois, d'en comprendre le sens sans avoir à faire de référence à une prononciation particulière. Un caractère comme 道 est compris comme « chemin, voie, démarche », qu'il soit lu michi  ou dō par un Japonais, dào par un Chinois mandarin, ou dạo par un Vietnamien. Dans ce cas particulier, la prononciation similaire garde la trace d'une origine unique, mais ce n'est pas toujours le cas : un caractère comme 日 est compris comme « soleil, jour », que ce soit par un Chinois cantonais qui le lit mì, un Chinois mandarin qui le lit rì, un Coréen qui le lit il, ou un Japonais qui le lit jitsu, nichi ou hi.
D'autre part, « savoir lire et écrire » n'a pas du tout le même sens pour un Occidental et pour un lettré chinois. Les systèmes alphabétiques occidentaux sont pour l'essentiel un système de codage phonétique de la langue parlée : une fois qu'un élève occidental sait son alphabet et quelques principes de lecture, ce qui prend à peine une année, il « sait lire et écrire » dans le sens où il est capable de décoder un texte écrit et d'écrire un texte intelligible (aux difficultés d'orthographe près). L'élève chinois apprend rapidement le tracé des principaux éléments de caractère, les règles de composition graphique des caractères composés, mais cet apprentissage étant fait il ne sait pas pour autant « lire et écrire » le chinois : même pour le plus fin des lettrés, il est impossible, au vu d'un caractère jusqu'à présent inconnu, de prévoir comment il doit se lire ; et il lui reste impossible de mettre par écrit un mot rare de sa langue parlée s'il ne l'a pas déjà vu et étudié sous sa forme écrite. Un lettré n'a jamais fini d'apprendre à écrire. En réalité, l'écriture chinoise n'est donc pas une écriture au sens occidental, mais une langue complète, dont le vocabulaire ne peut se deviner et doit être appris mot par mot.
Enfin, les caractères chinois servent aujourd'hui principalement à retranscrire le chinois mandarin, langue officielle de la Chine à l'ONU. Mais il ne faut pas réduire pour autant le sens d'un caractère à celui qu'il prend en mandarin. En outre, le chinois mandarin tend à s'appuyer sur des mots composés, alors que l'écriture classique associe un caractère à chaque mot ; l'interférence entre ces deux approches peut entraîner des confusions sur ce qu'est un mot en chinois, suivant qu'on s'intéresse aux caractères ou à la langue.
L’étude étymologique des caractères chinois, objet du présent article, ne traite que de l'évolution de la forme et du sens de ces caractères — pas de leur prononciation — et s'appuie avant tout sur les formes et les sens classiques ou archaïques pertinents pour une telle analyse.
- En ce qui concerne les caractères traditionnels, ils sont pour l'essentiel ceux qui existaient il y a vingt siècles, la dernière évolution significative dans leur composition a été celle correspondant au passage à la calligraphie au pinceau, avec le style des scribes (隸書 lìshū). Depuis, la principale évolution des formes a été celle des sinogrammes simplifiés, propre à la Chine populaire, mais qui très souvent a consisté à rendre canoniques des formes de l'écriture cursive chinoise existant par ailleurs.
- En ce qui concerne la sémantique, le caractère lui-même a généralement un sens autonome (contrairement à ce qu'il peut représenter en mandarin), le plus souvent beaucoup plus étendu que celui finalement retenu en mandarin. Ce sens classique doit être recherché dans un « dictionnaire de la langue classique chinoise » comme celui de Séraphin Couvreur, ou dans le Grand Ricci.

L'étude étymologique proprement dite est donc indépendante du pinyin ou des caractères simplifiés que l'on rencontre dans le mandarin moderne. Pour ces raisons, les discussions de cet article ne porteront que sur les formes, et sur les sens du chinois classique, l'étymologie des caractères simplifiés étant suffisamment traitée par ailleurs.

### Invariance graphique et polysémies
Les mots d'une langue ne sont pas permanents, les évolutions de la langue et de la pensée conduisent partout à des évolutions de sens et à des changements de prononciation continus. Mais « les paroles s'envolent, les écrits restent » : la forme mise par écrit à un moment donné restera lisible en l'état pour les générations futures.
Dans le cas d'une langue alphabétique, la mise par écrit, suivant les conventions phonétiques de la langue de l'époque, n'est qu'une conséquence relativement triviale de sa forme parlée, et qui n'implique généralement pas de signification particulière. La forme écrite peut suivre une « orthographe » qui ne se décalque pas toujours strictement sur la phonétique : l'orthographe reflète un état antérieur de la langue (comme souvent en anglais), et est parfois justifiée par des considérations étymologiques (comme souvent en français), voire par de fausses étymologies. Mais les sens anciens tombés en désuétude restent associés aux graphies anciennes, et l'évolution orthographique finit par associer les sens nouveaux à des orthographes nouvelles.

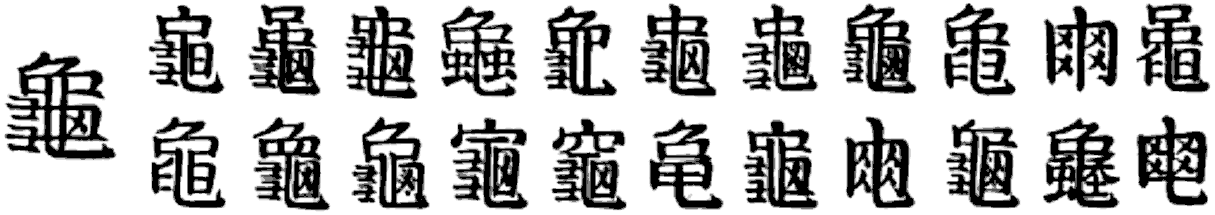
Ortho-graphie et variantes du caractère (tortue).

Les évolutions orthographiques existent pour les caractères chinois, mais présentent un caractère original. La plupart des caractères présentent des « variantes graphiques » par rapport à la graphie correcte, qui est une « ortho-graphie » au sens littéral du terme. Ce qui fait qu'une graphie est correcte, c'est avant tout qu'elle est celle reçue par la tradition, et assez généralement parce qu'elle correspond à une étymologie plus ou moins plausible de la formation du caractère. La « faute d'orthographe » pour un caractère chinois est le tracé erroné qui obscurcit le lien avec l'étymologie. La règle générale du système d'écriture chinois est que la mise en forme graphique d'un mot chinois est déterminée avant tout par son sens, la phonétique n'intervenant que partiellement, ou pas du tout.
Pour les caractères chinois, les évolutions de la langue peuvent modifier la phonétique d'un mot, mais c'est généralement sans incidence sur le caractère, qui n'a pas de relation nécessaire à la langue parlée, et peut recevoir des prononciations très variées dans les différents dialectes chinois sans cesser d'être perçu comme le « même » mot. Comme partout, en chinois, les sens nouveaux se superposent sur le mot ancien, conduisant à des sens de plus en plus étendus, sans solution de continuité avec une polysémie véritable. Mais dans la mesure où le caractère chinois reste graphiquement invariant aux évolutions phonétiques, la superposition des sens n'est que rarement résolue par la création d'un nouveau mot.
De ce fait, pour le lettré, les caractères chinois traduisent très souvent un nuage de sens, qui peut être très étendu. De tels nuages seront perçus comme polysémiques par des Occidentaux, mais pas nécessairement par des lettrés chinois, qui continueront d'y voir le « même » mot dans des contextes différents : structuralement, ce rapport entre langue orale et langue écrite fait que le « mot » que recouvre le caractère n'est (du coup) que faiblement déterminé sur le plan sémantique.

### Portée de l'étymologie
Au cours des siècles, les sinogrammes ont beaucoup évolué, tant quant à leur tracé (et parfois leur composition) qu'à leur signifié. Ainsi, l'analyse étymologique d'un caractère chinois s'intéressera aux questions suivantes :
- Que représentent à l'origine le ou les éléments de caractères de la composition ?
- Quel était le sens d'origine du mot, et en quoi le dessin se relie-t-il au sens ?
- Le cas échéant, comment la composition graphique et le sens ont-ils évolué ?

Cette analyse étymologique doit s'appuyer sur la cohérence de deux types de sources :
- Les formes primitives des caractères, telles qu'on les rencontre sur les inscriptions sur bronze ou dans les inscriptions oraculaires[3].
- Les sens primitifs des caractères, tels qu'ils résultent des textes classiques[4].

La vérité en matière d'étymologie est celle qui conduit à des résultats utiles : un tracé qui est expliqué par un sens primitif et dont on peut dériver de manière intelligible des sens classiques et modernes.
« L'analyse des caractères chinois [...] révèle plutôt des hommes très simples, des choses très naïves, une très haute Antiquité. » La reconstitution des étymologies permet de reconstituer des détails de ce qu'était la vie des Chinois quand l'écriture a été inventée, il y a quatre à cinq mille ans.
Par exemple, le caractère 兄 montre clairement une bouche (口) en haut d'un homme à genoux (儿),... (vous ne voyez ni une bouche, ni un homme à genoux ? c'est normal, le tracé a évolué, allez regarder le tracé d'origine dans la rubrique "étymologie" du dictionnaire) - mais pourquoi cette association signifierait-elle « aîné, frère aîné » ? La clef du mystère apparaît dans les graphies oraculaires, les plus anciennes disponibles grâce à l'archéologie, où l'on voit que c'est le même caractère d'origine qui a également donné 祝, dont un des sens est « Celui qui, dans la cérémonie du sacrifice ou des offrandes, lisait des panégyriques en l'honneur des esprits, leur adressait des demandes, recevait et transmettait leurs réponses ». Puisque ces deux choses sont confondues dans l'écriture originelle, c'est qu'à l'origine de l'écriture, c'était le rôle de l'aîné de la famille que de présider ainsi aux sacrifices - même si cette dualité du rôle n'apparaît plus dans les sens qui ont été conservés. Par la suite cette fonction de liturge n'a plus été attachée au rôle d’aîné et les deux caractères ont divergé, celui correspondant au rôle cérémoniel recevant la clef de la transcendance (示), pour le distinguer du sens d' « aîné », avec lequel il n'avait plus aucun rapport sémantique.

## Approches étymologiques des caractères chinois

### Origine de la forme graphique et explication du caractère

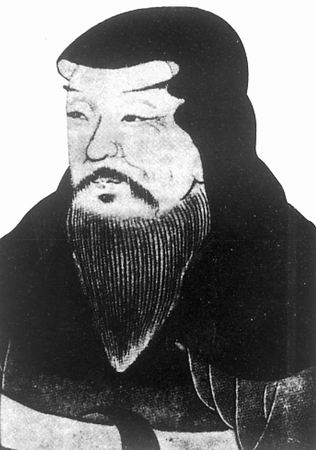
Xú Shěn 許慎/许慎, 58-147, auteur du Shuōwén jiězì.

Le plus ancien ouvrage d'étymologie chinoise qui nous soit parvenu est celui de 許慎/许慎 Xú Shěn (58-147 de notre ère) dans son 說文解字Shuōwén jiězì.
Le titre du livre se traduit classiquement par « Origine des pictogrammes et explication des caractères composés ». Il se trouve que le caractère désignant spécifiquement un « caractère simple » est 文 (wén), lui-même caractère simple ; et celui désignant spécifiquement un « caractère composé » est 字 (zì), lui-même composé. Ces sens spécifiques résultent peut-être de l'opposition faite entre les deux par le titre même de l'ouvrage ; mais le sens d'origine n'était pas celui-là. Cette ambiguïté est inhérente au chinois classique, où les caractères sont très souvent polysémiques. Le titre signifie plus probablement « Explication (說) de la forme graphique (文) et dissection (解) de leur production (字) », conformément à ce que réalise un ouvrage d'étymologie.
Cet ouvrage classique distingue six catégories de caractères, en faisant le parallèle avec les 六書, liùshū, « six mises par écrit ».
Cette expression n'est pas une création de Xú Shěn, elle apparaît déjà dans le livre des rites des Zhou. Quand par la suite Liu Xin (en) édita cet ouvrage, il écrivit une glose sur le terme liùshū en donnant une liste de « six mises par écrit », mais sans donner d'exemple,.
Le terme désigne initialement six genres littéraires : quand les enfants nobles atteignaient l'âge de huit ans, ils commençaient à étudier l'écriture à travers ces six genres littéraires :
指事 Exposer une affaire (enseignement) ;
象形 Donner l’idée d’une apparence (rapport) ;
形聲 Faire apparaître une musique (poésie) ;
會意 Faire connaître sa volonté (contractuel) ;
轉注 Changer les idées (divertissement) ;
假借  Réfuter un argument (polémique).
Xú Shěn reprend cette liste en jouant sur la polysémie des termes, pour l'appliquer à la formation des caractères. À chacun des six termes il associe deux vers de quatre caractères, et donne deux exemples. Cette nomenclature devenue traditionnelle, bien qu'ancienne et maintenant dépassée, reste cependant pratique et simple à comprendre.
- 指事 zhǐshì « désignation du doigt qui évoque »[4], indicateurs ou « idéopictogrammes ». Ces idéogrammes traduisent une idée abstraite, soit directement au moyen d'un signe explicite, ou bien en complétant un pictogramme préexistant par des points ou des traits qui indiquent ce qu'il faut regarder. Ainsi, en se servant d'un à trois traits, on peut commencer à compter ; et en plaçant un trait sur le pictogramme pour l'arbre, on en désigne des parties.
- 象形 xiàngxíng « transcription de l'apparence »[4]. En minorité dans l'écriture (environ six cents), les pictogrammes représentent directement une chose concrète par un dessin. Ce sont généralement les caractères les plus anciens. Certains, indiqués ici par leur graphie archaïque, peuvent être attestés à partir de 1600 avant notre ère sur des supports variés : os d'omoplates de buffles ou carapaces de tortues pour la divination par scapulomancie.
- 形聲 xíngshēng « description du son »[4]. De loin la catégorie la plus représentée en chinois (plus de 90 % des caractères), il s'agit cette fois de l'association d'un caractère utilisé pour le sens (généralement la clef) et d'un autre porteur de son (parfois approximatif). Cette voie de formation est ambiguë, au moins pour les caractères les plus anciens. L'analyse des sens classiques des deux caractères montre que le caractère élémentaire « porteur de son » présente très souvent par ailleurs un lien sémantique avec son composé, au point que l'on peut considérer qu'il s'agit en réalité d'un sens dérivé, marqué sémantiquement par une clef. Sur le plan de l'étymologie, le fait qu'il s'agisse alors du « même son » résulte trivialement de ce qu'il s'agit dans ce cas d'un sens dérivé.
- 會意 huìyì « réunion sémantique »[4]. Ces idéogrammes se distinguent des indicateurs en ce sens qu'ils mettent en jeu la réunion de deux sens pour en obtenir un troisième, alors que dans le cas des idéogrammes simples l'idée est représentée directement. Le résultat obtenu par agrégation demande souvent une explication : le caractère 明, réunion du soleil et de la lune, signifie « lumière », mais on pourrait très facilement imaginer qu'une telle alliance eût pu tout aussi bien désigner la marée.
- 轉注 zhuǎnzhù « transmission qui dérive »[4]. Cette catégorie a toujours été mystérieuse, et paraît artificielle[9]. L'exemple que donne Xú Shěn dans sa définition est celui de la paire 老 / 考, mais le rapport entre ces deux caractères n'est pas évident même au vu des inscriptions oraculaires ; et Xú Shěn dans son dictionnaire ne présente aucun terme dans cette catégorie, qui paraît n'avoir été créée que pour compléter à six les 六書 (six mises par écrit)[9].
- 假借 jiǎjiè « trompeur emprunt »[4]. Il s'agit de caractères dont le sens a changé, et pour lesquels le sens usuel « emprunte » un dessin avec lequel il n'a à présent plus de rapport direct. Cependant, à l'analyse, cet « emprunt arbitraire » correspond souvent à des sens dérivés successifs, dont les maillons intermédiaires ont été perdus par l'usage, donnant l'impression d'un emprunt arbitraire non nécessairement confirmé par l'analyse étymologique.

La critique classique faite à cette classification est qu'elle n'est pas homogène : elle mélange des notions de formation de caractères et d'évolution. Ainsi, par exemple, 萬 représente à l'origine un scorpion (pictogramme) mais est également utilisé pour signifier « dix mille » (sens emprunté).
Ces six catégories se regroupent naturellement par paires :
- D'une part, les caractères simples (文), qui peuvent être des pictogrammes ou des indicateurs ;
- D'autre part, les caractères composés (字) à partir de ces éléments simples, qui peuvent l'être à cause du sens (réunion sémantique) ou du son (idéophonogramme) ;
- Enfin ces étymologies évoluent, à la fois parce que le sens des mots dérive, conduisant à des sens empruntés par rapport au sens d'origine (假借), et parce que le graphisme tend à s'aligner sur les composants de caractères plus simples et plus fréquents, conduisant à des assimilations graphiques par échanges réciproques entre caractères (轉注).

### Discussions modernes
Pendant longtemps, l'analyse de l'étymologie des caractères chinois, et en particulier des caractères composés (字), est restée celle du liushu 六書 de Xú Shěn : la composition de plusieurs éléments de caractère en un même ensemble peut refléter soit une « réunion sémantique » (會意 huìyì), c'est-à-dire un idéogramme au sens strict, soit une composition de « forme et son » (形聲 xíngshēng), c'est-à-dire non pas un idéogramme, mais en toute rigueur un idéophonogramme. Des générations d'universitaires l'ont utilisée sans en remettre en cause les hypothèses de base.
La prononciation du chinois archaïque est l'objet d'une branche de la phonétique historique qui se nomme en chinois, yīnyùnxué 音韻學. Aujourd'hui, à la suite des développements de cette discipline, la grande majorité des caractères chinois (plus de 90 %) sont considérés dans ces études comme des idéophonogrammes, où la raison d'être d'un constituant est simplement d'évoquer sa prononciation. L'argument à l’appui de cette thèse est fondé sur les travaux sur la phonétique chinoise ancienne, qui permettrait de conclure que tel ou tel terme a pu avoir une prononciation identique (ou similaire) au caractère composé (dans une prononciation nécessairement reconstituée, parce que prononciation archaïque d'une langue depuis morte...) - et que "donc" le terme est un idéophonogramme plutôt qu'un idéogramme. Toutefois, comme la prononciation du chinois a changé depuis que l'écriture a été créée, le lien entre prononciation et graphie a disparu pour certains d'entre eux.
Tang Lan (唐蘭) (1902–1979) a été l'un des premiers à remettre en cause le liushu traditionnel, en proposant son propre sanshu (三書 « Les trois voies des formations de caractères chinois » : il retenait comme voies effectives les pictogrammes (xiangxing 象形), les représentations de sens (xiangyi 象意) et les idéophonogrammes (xingsheng 形聲). Cette classification a fait l'objet de critiques par Chen Mengjia (en) (1911–1966) et Qiu Xigui, qui proposèrent leur propre classification de sanshu (三書).
La controverse des universitaires occidentaux sur la nature (phonétique ou sémantique) des caractères composés est née dans les années 1930, avec les débats entre H.G. Creel (en) et Peter Boodberg (en).
Pour le premier, ces compositions étaient purement idéogrammiques ; il semble même avoir été convaincu que durant la période classique, ces composés n'avaient aucune signification phonétique se référant à un langage parlé. Boodberg, au contraire, considérait que les caractères complexes traduisaient une problématique phonétique,.
Le débat a atteint une tension extrême à la suite de la thèse de Peter A. Boodberg (en) et William Boltz, minimisant la possibilité d'existence de composés sémantiques par rapport à la production phonétique, production jugée par eux prédominante, voire exclusive. Pour Boltz il n'y a pas d'exemple réel d'idéogramme composé ; les caractères chinois qui ne sont pas de simples pictogrammes sont tous des idéo-phonogrammes,.
Boltz adopte un point de vue radical (mais discutable) de la thèse de Boodberg, en affirmant que l'écriture chinoise était en train d'évoluer « normalement » vers un système phonétique, mais que ce développement s'est arrêté en cours de route.

« L'évolution du système graphique chinois ne comprend pas de notre point de vue de caractère composé qui n'aurait pas d'élément phonétique dans sa composition. Si nous ne pouvons pas identifier ce lien phonétique, c'est par une limitation de notre connaissance, non le signe que ce principe serait invalide. »

Pour Boltz, les caractères composés sont toujours en réalité des caractères idéo-phonétiques, mais qui peuvent le cas échéant s'appuyer sur une prononciation alternative qui n'a pas par ailleurs laissé de trace. Pour lui, les cas indécis de séries phonétiques très hétérogènes correspondent à des cas où un même caractère représentait plusieurs mots différents ayant des prononciations différentes, comme c'était le cas dans les écritures cunéiforme des Sumériens ou les hiéroglyphes de l'Égypte antique.
Il donne comme exemple le caractère 安 ān < *ʔan (la paix), généralement interprété comme composé d'une femme sous un toit suivant un mécanisme d'idéogramme (voire une représentation quasi-pictographique en tableau). Pour justifier sa thèse, Boltz suppose que le caractère 女 peut en réalité représenter aussi bien la vocalisation nǚ < *nrjaʔ (« femme ») que la vocalisation ān < *ʔan (« réglé, résolu ») ; et que la clef sémantique du toit a par la suite été ajoutée, pour spécifier cet usage secondaire. En appui à sa spéculation, il invoque le cas d'autres caractères présentant ce même composant de caractère 女, et qui avaient des prononciations similaires en chinois archaïque : 妟 yàn < *ʔrans (« disparaître pour la sieste »), 奻 nuán < *nruan (« se quereller, ratiociner ») et 姦 jiān < *kran (« libertinage »).
Dans la lignée de ces travaux, une grande partie des caractères composés ont été présentés comme "idéophonogrammes", excluant l'hypothèse d'un idéogramme.
Cette explication sur les lectures alternative a été rejetée par d'autres universitaires, qui considèrent que d'autres explications plus simples paraissent plus probables. Par exemple, 妟 est peut-être une forme abrégée de 晏, qui dans ce cas peut être analysé comme un idéophonogramme, mais avec 安 comme élément phonétique. D'autre part, il est très improbable que les caractères 奻 et 姦 soient des composants phonétiques, à la fois pour des raisons structurelles (ce sont des caractères répétés) et parce que la différence de consonne initiale *ʔan / *nruan ne permettrait normalement pas de retenir le caractère dans un composé phonétique.

### Approche modérée
Dans le cas des caractères chinois, la frontière entre ces deux systèmes de formation est nécessairement floue. L'approche extrémiste de Creel, affirmant que tout n'est que sémantique, ne reçoit plus guère de soutien de nos jours. La vision moderne est que le système graphique chinois a été créé en phase avec ce que la langue de l'époque prononçait ; et personne ne conteste que par la suite, la langue parlée a évolué vers les formes de 白话 (bái huà, langue courante). Certes, la langue littéraire (wén yán, 文言) a perdu contact avec le langage phonétique (au point de ne plus être compréhensible à un auditeur moderne quand elle est lue à haute voix) ; mais cette divergence ne signifie pas nécessairement qu'il n'y a pas eu d'étymologie fondée sur la phonétique.
- Il existe clairement des cas où la superposition des concepts que traduit le caractère composé suffit de toute évidence à expliquer un sens primitif. Dans de tels cas, le fait que l'un ou l'autre des éléments de caractère impliqués ait eu par ailleurs à une certaine époque une prononciation identique au caractère composé est certainement intéressant, mais n'apporte en soi pas grand-chose à l'analyse étymologique. Il est possible qu'au moment de sa formation, le caractère a été composé (en partie, également) en référence à la phonétique ; mais en tout état de cause une telle correspondance est difficile à prouver. D'autre part, si cette association a été maintenue, ce peut être avant tout parce que la sémantique (reposant éventuellement sur une fausse étymologie) le justifiait[2].
- Il existe d'autres cas où clairement, le recours à tel élément de caractère a pu être justifié non seulement par la phonétique, mais également sur le plan sémantique, par une assonance plaisante et porteuse de sens, éventuellement approximative, mais susceptible d'entraîner l'adhésion à la composition constatée. Dans ce cas, même si le lien sémantique paraît ténu, il n'en reste pas moins réel.
- Pour démontrer l'existence d'un idéophonogramme pur, il faudrait démontrer non seulement l'existence d'une convergence phonétique (toujours difficile à prouver) mais surtout que l'association n'a aucun lien avec la sémantique, ce qui, dans la grande majorité des caractères, n'est pas le cas.

S'il s'agit de rendre compte d'étymologie, et dans la mesure où une dérivation sémantique est réaliste, il est important de le mentionner, quitte le cas échéant à indiquer de plus que la dérivation peut avoir été influencée par des considérations phonétiques - mais par lui-même, ce point demande à être prouvé. Inversement, un rapport étymologique fondé sur le sens ne demande qu'à démontrer la sémantique des éléments concernés, ce qui permet une vérification généralement immédiate. De ce fait, et eu égard à cette nécessité de vérification, l'option prise par cet article a été de privilégier l'approche "idéogramme", sans que cela doive être interprété comme une négation de l'approche "idéophonogramme", qui peut évidemment être mentionnée dans la mesure où les références phonétiques sont référencées et ne sont pas contestables par ailleurs.

## Évolutions dans le système graphique chinois

### Étymologies fausses ou populaires

Caractère (épouse, femme au foyer), inscriptions sur bronze : une main qui empoigne les cheveux de la femme

Les explications données par le Shuōwén jiězì (說文解字) se fondent sur les sens et les tracés graphiques connus à l'époque de Xú Shěn, c'est-à-dire au premier siècle de notre ère. À cette époque, cependant, les tracés des caractères avaient déjà été standardisés et stabilisés depuis plus de deux siècles dans la forme du petit sigillaire (小篆), et l'écriture des clercs (隶书), prototype des formes modernes, était en train d'apparaître. D'autre part, les caractères simples ou composés hérités de l'écriture oraculaire (甲骨文) avaient déjà vu leur sens évoluer depuis leur apparition, c'est-à-dire un millénaire et demi.
De ce fait, bien que l’entreprise de Xú Shěn a été liée à l’idée confucéenne que l’emploi de mots justes (正名 zhèngmíng) est nécessaire pour bien gouverner, comme l’auteur le rappelle dans la postface, ses explications sont assez souvent sans rapport avec les compositions et tracés que révèle à présent l'archéologie dans les inscriptions sur bronze et les inscriptions oraculaires.
Par exemple, le caractère 妻 (expliqué par Xú Shěn par « 婦與夫齊者也。从女从屮从又。又，持事，妻職也 », « le rôle de la femme est aussi de tenir ces choses ») est traditionnellement interprété, comme représentant en bas la personne féminine (女), qui tient en haut dans sa main (肀) quelque chose, traditionnellement un balai ou un plumeau (屮 en haut réduit à 一) : car, dit la glose, c'est la femme qui a soin de l'intérieur - de là la signification : « l'épouse ».
Mais cette étymologie classique pose problème par rapport à la formation habituelle des tableaux. Dans cette composition, la disposition des éléments de caractères est incohérente, le balai (ou le plumeau) correspond à la composition 帚, où la main tient quelque chose qui pend vers le bas. L'explication s'appliquerait correctement au caractère 婦 (femme au foyer, femme de ménage) mais est forcée pour 妻 : ce qui différencie étymologiquement ces deux caractères n'est pas expliqué.
De fait, cette explication ne correspond pas à la composition primitive. Le tableau que l'archéologie découvre dans les inscriptions sur bronze montre plus précisément une main qui empoigne (肀) les cheveux (屮) de la femme (女), donc rien à voir avec un balai. Mais pourquoi un tel tableau signifierait-il une épouse ? Une interprétation hâtive
est alors que pour les anciens chinois, l'épouse est celle que l'on traîne par les cheveux (geste marquant sa possession). Mais cette interprétation caricaturale et digne des clichés cro-magnonesques ne paraît pas étayée, on ne voit pas pourquoi la jeune épouse subirait un traitement graphique plus rude que celui de l'esclave (奴), que la composition graphique montre simplement soumise à la main de son maître.
L'analyse des sens classiques montre que le caractère signifie également le fait de donner sa fille à marier ; et la forme graphique des inscriptions sur bronze est parallèle à celle des formes anciennes de 叒 et 若, montrant une femme se coiffant. Le tableau d'origine représente très probablement une femme que l'on coiffe pour son mariage, c'est-à-dire en train de recevoir sa coiffure traditionnelle de femme mariée (que l'on voit sur la forme primitive de 妾, concubine). Le sens primitif ne serait donc pas celui de « femme mariée » (sens principal moderne du caractère), mais plutôt de « jeune femme se mariant » (sens secondaire classique), l'épousée plutôt que l'épouse.

### Influence des fausses étymologies
Toutes fausses qu'elles soient, ces étymologies traditionnelles ou populaires restent intéressantes pour l'apprentissage de la langue, parce qu'elles reflètent souvent mieux l'état moderne du caractère et sont de ce fait une aide mnémotechnique. « Ce qui nous importe ici est de comprendre le système mnémonique général. Or, dans ce cas, les gloses erronées sont bien plus constitutives de ce système, depuis deux millénaires, que les vérités archéologiques découvertes depuis 1925. »
Deux exemples, où le sens étymologique de « peigner » s'étant perdu, l'image primitive n'était plus comprise, montreront l'importance de l'étymologie perçue pour l'évolution du caractère :
| Scène d'origine | 若                 | 若                 | 若          | 若          | 若             |
| Scène d'origine | Oracle sur écaille | Ex-voto sur bronze | Grand sceau | Petit sceau | Forme actuelle |

Ce premier caractère 若 montre à l'origine l'image primitive d'une forme féminine à genoux (comparer avec la base de 女), qui lève deux mains (艸) sur ses cheveux (屮 comparer avec 妻, simplifié en 又) probablement pour les peigner, activité quotidienne d'entretien de la femme. D'où le sens de : « donner à quelque chose (ici les cheveux) les soins convenables », de manière suivie et continue.
Les déformations du caractère ont conduit à le décomposer en trois « mains ». D'autre part, par extension, le sens s'est spécialisé sur le soin donné au bétail, le sens premier s'était très rapidement perdu. Aussi trouve-t-on fréquemment (et dès les inscriptions oraculaires, dans sa variante archaïque 叒) l'apparition dans la composition de la bouche (口), signifiant ici que le caractère est perçu comme un « emprunt » : le dessin est celui d'une jeune femme, mais le sens est celui de « cueillir ».
Du coup, le tableau a été réinterprété comme représentant une main (又 déformée en 𠂇) apportant des herbes (艸 transcrit 艹) à la bouche (口) du bétail : la récolte de plante comestibles, activité quotidienne permanente du chasseur-cueilleur et de l'éleveur nomade. D'où le sens de : donner à quelque chose (bétail, activité) les soins convenables, de manière suivie et continue. L'idée de cueillette a conduit à réinterpréter les déformations sous forme d'un groupe de trois mains (又) dans la version archaïque 叒 : la cueillette est une activité qui met à contribution toutes les mains disponibles (spécifiquement la cueillette des feuilles de « mûrier » pour nourrir les vers à soie, autre sens de 叒 plus tard recontextualisé avec la clef de l'arbre pour former le caractère 桑).
| Scène d'origine | 每                 | 每                 | 每          | 每          | 每             |
| Scène d'origine | Oracle sur écaille | Ex-voto sur bronze | Grand sceau | Petit sceau | Forme actuelle |

Le caractère 每 avait à l'origine un graphisme similaire, où la jeune femme, retrouvait sa position de « jeune fille » les bras croisés au lieu de lever les mains. L'image est la même : c'est tous les jours qu'une femme doit se coiffer, d'où le sens de : donner à quelque chose (ici les cheveux) les soins convenables, de manière suivie et continue. C'est ce caractère qui a récupéré le sens de « soins quotidien » appliqué à un être humain.
Par la suite, le lien avec la coiffure s'étant rompu, les bras croisés de la jeune fille ont été interprétés comme la poitrine de la jeune mère allaitante, explicitée graphiquement en rajoutant deux points (pas toujours présents), avec le même sens : c'est tous les jours qu'il faut allaiter son enfant, ce sont les soins ordinaires. Mais dans ce tableau, les cheveux (qui comme précédemment étaient lus comme une plante 屮, parfois doublées en herbe 艸) ne correspondaient plus à rien : quel rapport avec la plante? D'où l'étymologie artificielle expliquant que la composition évoque à l'origine plante (屮) luxuriante (母), ce qui en ferait une version archaïque de 繁 ; et/ou que 母 (mou) est pris comme phonétique du mot (mei).
C'est cette fausse étymologie qui explique des composés ultérieurs. L'image étymologiquement incorrecte de la mère allaitant donne 毓 « Nourrir, former » ; et l'interprétation traditionnelle de « plante luxuriante » conduit aux composés : 䋣, 緐 et 繁 « Végétation luxuriante » (qui pousse quotidiennement, à vue d’œil, et est gavée de sève comme un bébé de lait).

### Assimilation des formes (轉注)
Personne ne comprend avec certitude ce que Xú Shěn entendait par 轉注, mais le couple de caractères qu'il fournit en exemple illustre bien ce qu'est l'assimilation graphique.
| Scène d'origine | 老                 | 老                 | 老          | 老          | 老             |
| Scène d'origine | Oracle sur écaille | Ex-voto sur bronze | Grand sceau | Petit sceau | Forme actuelle |

Le caractère 老 (lăo ), qui signifie « vieux », est à l'origine une image déformée d'un vieillard s'appuyant sur sa canne : En haut, la partie 土 est une forme altérée de 毛, désignant de longs cheveux ou une barbe ; et le trait oblique 丿 est le reste d'un 人 primitif, l'ensemble 耂 représentant un être humain et ses cheveux. En bas, 𠤎 est la déformation de la canne : le caractère n'existe pas de manière autonome, et a plus tard été interprété comme l'abréviation de 化, qui exprime « une transformation », pour aboutir à l'interprétation étymologique fausse : l'âge où les poils blanchissent.
| Scène d'origine | 考                 | 考                 | 考          | 考          | 考             |
| Scène d'origine | Oracle sur écaille | Ex-voto sur bronze | Grand sceau | Petit sceau | Forme actuelle |

De son côté, le caractère 考 (kǎo ) est à l'origine un idéogramme composé dérivé du précédent, montrant un vieillard (老 simplifié en 耂) qui a du mal à respirer (丂) parce qu'il a de l'asthme : l'image évoquée est celle d'un vieil asthmatique, signifiant quelqu'un d'avancé en âge, donc également « vieux ». Le sens du caractère a beaucoup dérivé depuis, ce qui est une autre question - il évoquait spécifiquement le vieil examinateur asthmatique des concours, d'où finalement le sens de « contrôler » : un vieux assis, plutôt qu'un vieux debout.
La mise en parallèle de ces deux caractères montre l'influence qu'ils ont eue graphiquement l'un sur l'autre : la forme simplifiée 耂 évolue de manière similaire dans les deux cas, conduisant à interpréter l'image du vieillard 老 comme un caractère composé, où ce qui était à l'origine une cane avait pris une forme étrange 𠤎, qui dans le cas d'un caractère composé devait être expliqué de manière indépendante, conduisant à l'étymologie fausse rappelée ci-dessus.
De son côté, l'élément de caractère 丂, qui s'articule normalement en faisant partir le deuxième trait sous le trait horizontal, a subi l'influence de 𠤎 où le trait horizontal part au contraire du segment vertical.
Dans ce cas, le parallélisme des formes graphiques a pu être accentué par la signification d'origine des deux mots, qui tous deux ont voulu dire « vieux ».
Certaines assimilations graphiques tendent à être systématiques. Ainsi, le bateau 舟 ou la chair 肉 tendent en composition à être assimilés à la forme graphique de la lune 月, plus simple.

## Les pictogrammes

### Description de l'apparence (象形)
Les pictogrammes proprement dits sont tracés de manière à représenter un objet matériel ou une scène réelle. Xú Shěn les qualifie de 象形 xiàngxíng « description de l'apparence », ou plus littéralement (si on veut rire) « en forme d'éléphant » : 象 (qui signifie littéralement « un éléphant ») fait référence à la forme, la ressemblance (parce que qui a vu un éléphant reconnaît immédiatement un objet en forme d'éléphant) ; et 形 (qui signifie également la forme) désigne ici la manière de décrire.
L'analyse des formes graphiques (文, le « réseau de lignes ») oraculaires constitue l'essentiel de l'explication étymologique pour les caractères simples (文, « caractère non composé », autre sens du caractère) : dans leur cas, l'interprétation de leur sens ne peut pas s'appuyer sur celui des constituants. Et comme le montre l'exemple de l'éléphant ci-dessous, ces pictogrammes sont d'autant plus compréhensibles qu'on s'intéresse aux formes anciennes.
| Scène d'origine | 象                 | 象                 | 象          | 象          | 象             |
| Scène d'origine | Oracle sur écaille | Ex-voto sur bronze | Grand sceau | Petit sceau | Forme actuelle |

Xú Shěn place dans cette catégorie 4 % des caractères qu'il a traités. Le nombre de pictogrammes en écriture chinoise est d'environ 300, si l'on tient compte de ceux qui n'ont plus de valeur libre mais fonctionnent comme éléments de caractère.
Les pictogrammes sont en premier lieu les caractères dits simples. Par exemple l’œil (目, mù), le soleil (日, rì) ou encore la lune (月, yuè).
Leurs explications sont parfois loin d’être explicites, mais pourtant très simples.
Ces composants simples peuvent être ajoutés les uns aux autres pour former des images composées, un idéogramme, ou des scènes plus complexes.

### Évolution du tracé

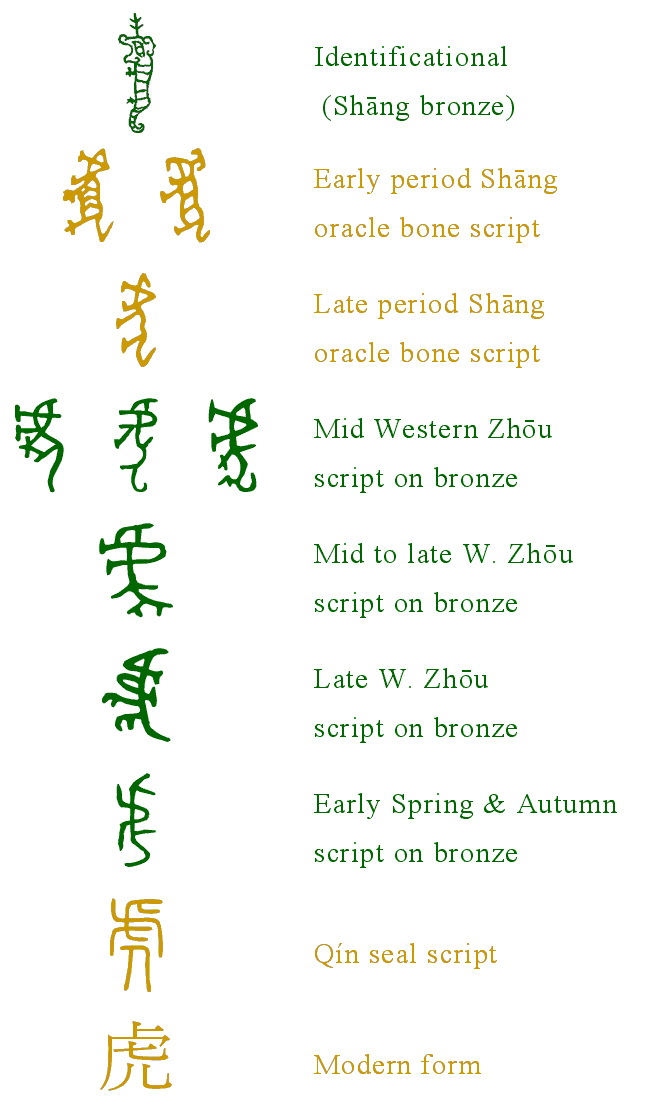
Évolution du caractère « tigre » (. En haut (vert) représentation pré-scripturale. En dessous (jaune) inscriptions oraculaires. En dessous (vert) inscriptions sur bronze et grand sigillaire. En bas (jaune) forme standardisée du petit sigillaire et forme canonique actuelle.

La principale difficulté dans l'analyse étymologique est d'identifier ce que signifie le tracé graphique (文, le réseau de lignes), dont la forme n'est plus figurative depuis longtemps. Les plus anciens caractères ont été écrits par des oracles sur des carapaces de tortue ou des omoplates de bœuf pour la scapulomancie. On les appelle jiǎgúwén 甲骨文. Il s'agissait déjà de représentation extrêmement conventionnelle (dont la forme était figée), mais qui restaient le plus souvent reconnaissable. Par la suite, leurs formes ont plusieurs fois évolué, ainsi que leur utilisation.
On suit généralement très bien l'évolution du tracé graphique, que la technique du pinceau dévie brusquement sous l'empire Han, conduisant à la forme classique.
Par exemple, le chien (犬) est à l'origine un chien dessiné tourné de 90° vers la droite, mais le caractère a subi une évolution graphique qui le rend à présent méconnaissable. Comme l'indique le Shuowen Jiezi, 孔子曰:視犬之字,如畫狗也 (Confucius a dit : s'agissant du caractère 犬, on y voit la forme d'un chien), d'où le commentaire classique : "Les anciens devaient avoir des chiens à l'aspect bien étrange".
| Scène d'origine | 犬                 | 犬                 | 犬          | 犬          | 犬             |
| Scène d'origine | Oracle sur écaille | Ex-voto sur bronze | Grand sceau | Petit sceau | Forme actuelle |

- Pour les inscriptions sur os, on reconnait bien une queue courbe, le corps, une gueule ouverte et les oreilles. La gueule est dans le prolongement de l'oreille, l'ensemble étant tracé par un même trait.
- Dans les inscriptions sur bronze, la forme générale est identique mais l'épaisseur du corps a disparu.
- Le caractère a probablement subi une évolution intermédiaire dans son tracé (non attestée): le trait de la colonne vertébrale, qui initialement démarrait sur le bout du museau, commence à présent sur la gueule, et l'ensemble de la tête passe à droite de cet axe.
- Dans l'écriture sigillaire, le museau et les oreilles forment un seul trait, à droite du caractère, et ce trait finit par se détacher pour se réduire à un point dans l'écriture moderne.

| Scène d'origine | 牛                 | 牛                 | 牛          | 牛          | 牛             |
| Scène d'origine | Oracle sur écaille | Ex-voto sur bronze | Grand sceau | Petit sceau | Forme actuelle |

Le bœuf (牛) a eu une histoire plus simple. Il a longtemps été caractérisé par ses deux cornes (et le trait horizontal figurant les oreilles). Le passage au pinceau, « rétif aux courbes », a désarticulé la symétrie du tracé original. La même réduction des courbes se lit dans l'histoire du caractère 羊 « bélier ».
On peut de même suivre l'évolution des tracés graphiques dans les séries suivantes :
- 女 nǚ représente une femme agenouillée et croisant les bras devant son époux par déférence. Les pictogrammes les plus anciens la représentent de face, tandis que c'est de profil qu'elle apparaît dès la graphie sigillaire ;
- 子 zǐ est un enfant emmailloté, ainsi que le voulait la pratique ancienne, dont les jambes ne sont donc pas visibles ;
- 川 chuān, « rivière » est aussi présent, dans sa graphie moderne, sous d'autres formes en composition, comme 巛 ou 巜 ;
- le pictogramme à l'origine de 水 shuǐ, « eau » représente une cascade dont le courant central est entouré de tourbillons ou d'éclaboussures. Bien que proche du pictogramme 川 pour « rivière », dont il dérive, il doit en être distingué.
- 雨 (pluie) montre des gouttes d'eau tombant d'un nuage.

De même, forment par exemple une représentations directe de la chose : 竹 (bambou), 木 (arbre), 馬 (cheval), 鳥 (oiseau), 人 (homme), 日 (Soleil), 月 (Lune), 山 (montagne)...
Le caractère 龜 (tortue) est intéressant en ce qu'il n'a pas fini sa stabilisation graphique, et est un cas assez unique de caractère (qui plus est, clef de classement) dont le nombre de traits n'est pas canoniquement fixé. Il présente de nombreuses variantes, et suivant les fontes, peut prendre des formes allant de 15 à 17 traits...
Les caractères représentant le cheval (馬) et l'oiseau à queue courte (隹) montrent bien comment les pictogrammes très figuratifs se sont transformés en tracés conventionnels. Ils sont également une bonne illustration de l'assimilation graphique (轉注), quand on voit la convergence du traitement graphique entre la crinière du cheval et l'aile de l'oiseau, réduits dans les deux cas à une grille.
| Scène d'origine | 馬                 | 馬                 | 馬          | 馬          | 馬             |
| Scène d'origine | Oracle sur écaille | Ex-voto sur bronze | Grand sceau | Petit sceau | Forme actuelle |

| Scène d'origine | 隹                 | 隹                 | 隹          | 隹          | 隹             |
| Scène d'origine | Oracle sur écaille | Ex-voto sur bronze | Grand sceau | Petit sceau | Forme actuelle |

### Images composées
Si la distinction entre 文 (caractères simples) et 字 (caractères composés) est très pertinente aux extrêmes, il faut garder l'esprit souple pour toute une zone intermédiaire.
Il est difficile de mettre une limite franche entre des dessins d'un objet unique, dont les parties sont stylisées au moyen d’éléments de caractères standardisés, et un tableau formé par la superposition d'éléments de caractères, non pas pour former le dessin d'un objet unique, mais pour représenter un tableau (photographiable) rassemblant ces éléments en une scène unique.
Quelques exemples permettront de montrer ce que peut être étymologiquement une image composée :
| 宜                 | 宜                 | 宜          | 宜          | 宜             |
| Oracle sur écaille | Ex-voto sur bronze | Grand sceau | Petit sceau | Forme actuelle |

Le caractère 宜 (Sacrifice offert à la terre) est clairement un exemple où la composition rassemble un dressoir (且) sur lequel est posé de la viande de sacrifice (肉) restait identifiable jusqu'aux ex-voto sur bronze. Par la suite le sens de cette composition s'est perdu, et la composition a dérivé. Curieusement, la composition actuelle associe l'élément de caractère du toit (宀), déformation du dressoir initial, au caractère 且 (étymologiquement : dressoir d'offrande), effectivement présent dans la composition initiale, mais graphiquement disparu par la suite.
| 彘                 | 彘                 | 彘          | 彘          | 彘             |
| Oracle sur écaille | Ex-voto sur bronze | Grand sceau | Petit sceau | Forme actuelle |

Le tableau primitif (oraculaire) composant le caractère 彘 montre un animal (un sanglier 豕) frappé par une flèche (矢) entre deux pattes, dans le ventre : un sanglier pris à la chasse. La flèche reste lisible dans le caractère moderne, mais le sanglier a été décomposé en deux pattes (比) et une tête (彑, forme ancienne de 彐).
De même, 圂 (porcherie, latrines) montre un cochon dans un enclos ; 東 est composé d'un Soleil derrière un arbre ; etc.
Ces exemples sont assez caractéristiques de ce que peut être une image composée. Initialement, le dessin original rassemble en un glyphe unique des éléments identifiables, conformes aux conventions de stylisation graphique des éléments de caractères isolés. Mais par la suite, l'ensemble tend à évoluer comme un graphique autonome, et les éléments de caractère initiaux sont souvent méconnaissables dans le résultat moderne.
| Scène d'origine | 伐                 | 伐                 | 伐          | 伐          | 伐             |
| Scène d'origine | Oracle sur écaille | Ex-voto sur bronze | Grand sceau | Petit sceau | Forme actuelle |

Le caractère 伐 est un contre-exemple intéressant. C'est un tableau montrant un homme (人) portant une hallebarde (戈), un lancier. De plus, la liaison entre le dos de l'homme et sa lance est signifiante : il s'agit d'un soldat portant son barda dans le dos, donc en déplacement : une expédition militaire, non pas un soldat en poste (戍 Hallebardier). Ici, l'évolution du graphique a désarticulé les deux composants de caractères, en les calquant sur leurs formes modernes, transformant l'image en un caractère composé.

### Caractères décomposés
Dans leur évolution graphique, certains caractères se sont retrouvés fragmentés en éléments de caractères plus simples, sans rapport étymologique avec le dessin d'origine.
Un cas particulièrement évident est celui de 魚 (poisson). Pour le lecteur moderne, ce qui apparaît comme une composition est incompréhensible : que peut représenter la superposition d'un homme (⺈ supérieur), d'un champ (田) et du feu (灬 inférieur) ? Et quel peut être le rapport entre cet assemblage et un poisson ?
| Scène d'origine | 魚                 | 魚                 | 魚          | 魚          | 魚             |
| Scène d'origine | Oracle sur écaille | Ex-voto sur bronze | Grand sceau | Petit sceau | Forme actuelle |

En fait, ce tracé correspondait primitivement au dessin d'un poisson, tourné de 90° pour mettre sa tête vers le haut. La tête est à présent figurée par le ⺈ supérieur (homme) ; le corps est formé par un carré rayé 田 (champ), dérivant des écailles (仌) contenues dans le corps (宀), et une queue figurée par 灬, abréviation graphique de 火 (le feu).
De telles décompositions sont relativement fréquentes : les tracés complexes et inhabituels tendent à s'assimiler à des compositions de formes plus simples et plus fréquentes, qui sont plus facile à mémoriser, mais n'ont pas de lien étymologique avec le pictogramme d'origine. Des décompositions similaires ont frappé les caractères 龍 (dragon), 鼠 (rat), 能 (ours), 兔 (lapin)...
Ces caractères décomposés sont étymologiquement des 轉注 zhuǎnzhù « dérives par échanges », des caractères qui se déforment pour se rapprocher de tracés standards, plus facilement mémorisés et tracés.

## Désignations

### Désignation d'une partie (指事)
Xú Shěn qualifie ces « indicateurs » ou « idéopictogrammes » de 指事 zhǐshì « désignation du doigt qui évoque » : 指 signifie montrer du doigt, et le graphisme d'origine de 事 montre une cérémonie invocatoire, qui permet à un esprit mort de reprendre vie dans la conscience de l'acteur.
Les indicateurs se différencient des pictogrammes, en ce qu'ils ne dessinent pas simplement un objet réel, mais des marques symboliques. Comme 本, běn, « l’origine », que l’on retrouve dans 日本, rì běn, « le Japon » (donc littéralement en chinois, « l’origine du Soleil »), qui reprend le pictogramme de l’arbre, (木, mù), auquel on rajoute un trait horizontal à la base, pour montrer la racine de l’arbre, et par conséquent, désigner l’origine, ce qui vient de la racine.

### Idéogrammes simples (indicateurs)
Quelques rares images représentent directement un concept abstrait. On peut citer comme exemple de ce type de construction :
- La série des trois premiers nombres : 一 (un), 二 (deux), 三 (trois), matérialisés directement par le nombre de traits.
- La paire 上 (en haut) et 下 (en bas), où l'indication haut/bas est marquée par un ou deux traits supplémentaires par rapport à la référence horizontale.
- Le trait 丿 qui représente l'idée générale d'action ou de mouvement.

Ces caractères sont bien des idéogrammes, dans le sens où ils représentent un concept (et non un objet matériel que l'on pourrait prendre en photographie) ; mais contrairement à la plupart des idéogrammes chinois, ils présentent la particularité de ne pas être composés.

### Désignation de parties
Quelques caractères dérivent d'images simples par ajout d'un trait ou d'un point spécifiant ou renforçant telle ou telle partie. Ainsi :
- 本, « racine », représente un arbre, 木, dont on désigne la base au moyen d'un trait ; à l'inverse 末, « cime », représente un arbre dont on indique le sommet.
- 血, « sang », représente un vase (皿) dont le point désigne le contenu. De même, 勺, « cuillerée », désigne une cuillère (匕 déformé finalement en 勹) dont le contenu est marqué par un point.
- On peut noter le cas particulier de 或 « confusion », où l'élément de caractère représentant la bouche (口) est souligné d'un point, marquant qu'il s'agit de la composition désignant une rumeur infondée, contrairement à la lecture alternative (la force 戈 qui donne les ordres 口), qui a donné le caractère 國 (État, royaume, principauté).
- Le point marque l'emplacement du poignet dans 寸, pouce, dérivé du graphisme de la main 又 ici déformé en 十 : le trait indique l'endroit du poignet où le pouls se fait facilement sentir ; cet endroit est à un pouce de l'articulation du pouce. Alternativement, le trait matérialise le pouce par rapport à la main, le doigt qui sert d'unité de mesure.
- Dans le caractère 刃 « aiguisé », un point désigne la lame du couteau (刀).

On peut voir, sur cette série d'instances, que le point de désignation (dont l'usage est assez rare) est généralement compris comme « le dessin de base plus un point », et que ses évolutions sont parallèles à celles du dessin de base. Ces caractères dérivés des graphismes d'origine forment des intermédiaires entre des pictogrammes et des idéogrammes.
- Pour indiquer que 大 n'est pas le sens ordinaire (grand) mais a le sens de très grand, éminent, trop qui se dit tài, on rajoute un point pour écrire 太[2].
- À l'inverse, un cas original amusant est celui de 烏 (corbeau) dérivé de 鳥 (oiseau) par retrait d'un trait : le corbeau étant noir, on ne peut pas voir la pupille de son œil, qui est donc supprimée du graphique.

### Caractères dérivés
Certains graphismes dans leur forme primitive dérivent d'un graphisme de base, par ajout ou modification d'un élément. Par exemple, tous les graphismes suivants dérivent du dessin primitif de 大, l'homme grand et vu de face :

大 (homme grand) un homme vu de face.
夨 (pencher sa tête en arrière) l'image d'un homme qui penche la tête en arrière.
交 (croiser les jambes) un homme dont les jambes sont croisées.
夭 (corps inerte) un corps dont les bras sont désarticulés: un corps inerte, sans l'esprit qui le coordonne pour une action
文 (logo, totem) représente à l'origine le dessin (㐅 mis pour "quelque chose", puis 心 mis pour "ce qui anime") arboré sur la poitrine de l'homme
亢 (Rebelle, rétif) un homme dont les jambes ont été entravées (一 reliant les genoux).

On voit que par la suite, et contrairement aux caractères composés, ces graphismes ont évolué de manière autonome, sans parallélisme nécessaire avec le dessin de base. De ce fait, il n'est généralement pas possible de se faire une idée claire de ces étymologies si on ne dispose pas des formes oraculaires ou sur bronze.
En toute rigueur, ce sont des cas particuliers de 指事 zhǐshì « indicateurs » ou « idéopictogrammes », mais le lien avec le graphique d'origine a été généralement perdu ; et ce rapport n'était déjà plus apparent au temps de Xú Shěn.

## Idéogrammes composés

### Réunion sémantique (會意)
Xú Shěn nomme les idéogrammes par 會意 huìyì « réunion qui parle à l'esprit » : 會 correspond à l'idée de réunion, d'assemblée d'où peut sortir une décision ou une information ; et 意 désigne ce que l'on a dans le cœur ou l'esprit, la signification.
四曰會意。會意者，比類合誼，以見指撝，“武、信”是也 La quatrième manière est nommée « réunion qui parle à l'esprit ». Idéogrammes parce que, associés comme une réunion d'amis, par cette association on conduit à ce qu'on désigne. 武 et 信 sont deux exemples.
Cette qualification concerne 13 % des caractères qu'il a traités.
Une grande partie des caractères composés sont des « spécifications » d'un caractère primitif, qui ayant dérivé, est recatégorisé dans son sens d'origine ou dans son nouveau domaine sémantique par une « clef sémantique ». Ces idéogrammes sont donc des caractères composés, qui se composent d'un pictogramme (porteur à la fois de sémantique et de phonétique) et d'un élément de caractère sémantique, qui sert le plus souvent de clef de classification au caractère.
- 言, yán, la clé de la parole sera présente dans les mots appartenant au champ lexical de la parole ou ayant un sens proche tels que 语 / 語, yǔ, « la langue parlée » ou encore 說, shuō ; 口, kǒu, « dire, parler » figure lui aussi souvent avec cette clé puisqu’il signifie « la bouche » mais toutefois est un pictogramme.
- La clé de l’eau, 氵, shuǐ symbolisée ici par trois gouttes suit cette même règle (酒, jiǔ, « l’alcool, le vin » ou encore 汊, chà, « bras d’une rivière »).

Quelques caractères composés paraissent refléter directement une superposition de sens, suivant le même mécanisme que celui de la formation de mots composés dans le langage. Pour ces caractères, il n'est pas possible de poser une limite tranchée entre l'association de concepts, et l'association de pictogrammes présents en un même tableau. Sur le plan phonétique, ces associations (qui ne représentent pas une spécification d'un caractère primitif) n'ont généralement pas de relation claire avec l'un ou l'autre des éléments de caractères.
- Par exemple : Le sinogramme qui voudra dire « clair » ou « lumineux » sera composé du pictogramme simple du soleil 日 rì et celui de la lune 月 yuè, ce qui donnera 明 míng, donc une notion de clair, lumineux.

Dans un cas comme dans l'autre, ces compositions sont importantes par rapport au génie de l'écriture chinoise et son interprétation.
- Le mécanisme de spécification par une clef conduit à l'idée générale qu'un caractère composé est le plus souvent formé d'une clef sémantique et d'un caractère porteur de phonétique (et le plus souvent de sens), ce qui conduit (à l'extrême) à une interprétation essentiellement phonétique des caractères composés.
- La superposition réelle de sens de certains caractères composés renforce l'idée que tout caractère doit normalement avoir une explication, le cas échéant créée artificiellement sous forme d'étymologie populaire ; ce qui conduit (à l'extrême) à une interprétation purement sémantique de ces caractères.

### Tableaux composés
Les tableaux composés forment un continuum entre les images composées et les caractères composés proprement dits.
Le caractère 東 est traditionnellement interprété comme le lever du Soleil 日 derrière un arbre 木, d'où le sens de « Est, orient » parce que c'est là que l'on peut voir le Soleil surgir entre les arbres. Si cette interprétation est correcte, c'est un idéogramme transcrit par un caractère déformé plus que par un tableau composé.
| 去                 | 去          | 去          | 去             |
| Oracle sur écaille | Grand sceau | Petit sceau | Forme actuelle |

Dans sa composition initiale, un caractère comme 去 représente directement un homme (大, transformé en 土) en train de déféquer sur un pot de chambre ou une fosse d'aisance (口 transformé en 凵 puis 厶), ce qui correspond au sens de rejeter, littéralement « envoyer chier » (d'où le sens moderne de « passé, achevé »).
À l'origine les deux éléments de caractère sont séparés, mais l'ensemble fonctionne comme une image unique. Des caractères comme 卿, 承, 彝, 為 ou 秦 fournissent d'autres exemples de compositions similaires.
Dans des caractères comme 寇, le toit 宀 fait partie du décor, ce qui justifie que cet élément de caractère soit toujours placé en haut. Mais le toit joue également un rôle symbolique dans 安 ou 字, qui représentent l'accueil d'un personnage dans la collectivité familiale :
- 安 signifie à l'origine non pas « la paix », mais plutôt « apaisement ». Quand un père voit arriver sous son toit (宀) une jeune femme nubile (女) qui sera sa bru, la femme de son fils, donc la future mère de ses petits-fils et la continuation de sa lignée, il sait que son devoir vis-à-vis de la lignée est accompli : la scène représente la tranquillité d'esprit que donne le devoir accompli, d'où le sens de « Apaisé, heureux, à qui rien ne manque » en chinois classique. L'idée qu'une femme sous son toit puisse en soi représenter la paix a évidemment alimenté des générations de commentaires ironiques et misogynes.
- 字 montre avant tout l'enfant qui grandit dans la maison. L'arrivée d'un petit enfant (子) dans la maisonnée correspond à l'arrivée matérielle de la naissance (d'où le sens de « engendrer ») mais également à l'intégration de l'enfant dans la cellule familiale, marquée par le nom qu'il reçoit (d'où le sens de « désignation, dénomination », qui a donné le sens de « caractère composé »).

| Scène d'origine | 服                 | 服                 | 服          | 服          | 服             |
| Scène d'origine | Oracle sur écaille | Ex-voto sur bronze | Grand sceau | Petit sceau | Forme actuelle |

La transition entre décor et clef sémantique peut être illustrée par le caractère 服 qui représente à côté d'un bateau (舟 simplifié en 月) un homme soumis (𢎟 à genoux, déformé en 卩) poussé par une main autoritaire (又) : un membre d'équipage, un matelot. Ici, le bateau plante le décor, mais plus d'une manière symbolique que physique ; la composition ne prétend pas montrer spécifiquement un homme dans un bateau ou à côté de celui-ci.
- 集 jí, simplification de 雧, montre un rassemblement d'oiseaux (隹 zhūi) se posant sur un arbre (木 mù) : le caractère signifie ce que montre le tableau, un « rassemblement (d'oiseaux sur des arbres) ». C'est ce que l'on observe couramment le soir, quand les étourneaux se rassemblent dans les arbres et pépient, semblant se raconter leur journée passée. De là les deux sens dérivés classiques de « se réunir » et « se reposer ».
- 雙 shuāng montre deux oiseaux (隹 zhūi) tenus dans une main droite (又 yòu) : le caractère signifie à l'origine ce qu'il représente, une « paire d'oiseaux ». Il s'agissait peut-être d'oiseaux se vendant par paires, comme les inséparables - le contexte ayant conduit à rendre cette scène familière n'est pas clair. De là le sens a été généralisé à celui de « paire » d'objets quelconque, et à l'idée abstraite de « parité ».
- 休 rassemble un homme 人 et un arbre 木, tableau suggérant le repos d'un homme faisant la sieste sous un arbre.

| Scène d'origine | 好                 | 好                 | 好          | 好          | 好             |
| Scène d'origine | Oracle sur écaille | Ex-voto sur bronze | Grand sceau | Petit sceau | Forme actuelle |

Le caractère 好, rassemblant 女 et 子, représente une jeune femme et son enfant. La composition du caractère est instable, et hésite entre représenter la femme à droite (position "tableau", où elle peut physiquement regarder son enfant qu'elle tient dans ses bras) ou à gauche (juxtaposition logique des deux concepts, sans évocation d'une scène réelle). Qu'elle soit matérielle ou intellectuelle, cette association peut aussi bien évoquer l'amour réciproque de la femme et de l'enfant (hào = aimer) qu'une qualité abstraite (hǎo = bon, bien). Mais dans ce cas, on peut considérer que l'on a un cas d'associations de composantes [intensives + extensives] : c'est la naissance de l'enfant (子) qui détermine la « bonne qualité » de la femme (女), dans le sens où elle est apte à avoir une progéniture.

### Répétitions d'éléments
Le fait de répéter un élément de caractère deux ou trois fois (parfois quatre) est un cas particulier de composition. Cette répétition signifie généralement une hypertrophie du sens primitif : ainsi, à partir de l'arbre (木 mù) on forme 林 (lín forêt, buisson) et 森 (sēn forêt épaisse, végétation luxuriante).
Sur le même modèle, on trouve par exemple :
- 人 rén une personne ; 从 cóng suivre, par suite ; 众 zhòng nombreux, foule.
- 吉 jí heureux, faste ; 喆 zhé sage, intelligent ; 嚞 variante archaïque de 哲 philosophie, sage.
- 土 tŭ terre ; 圭 guī tablette de jade ; 垚 yáo grand, haut, élevé (montagne)
- 屮 chè germe ; 艸 căo herbe, gazon ; 芔 huì terme général pour les plantes
- 火 huŏ feu, brûler ; 炎 yán brûlant, enflammé, inflammation ; 焱 yàn flamme, étincelle
- 石 shí pierre; 砳 lè rocheux, caillouteux ; 磊 tas de cailloux.
- 貝 bèi coquillage, coquille, cauris 賏 yìng collier de perles ou de coquillages; 贔 bì tortue légendaire, capable de supporter un grand poids.

Ces compositions ne sont en réalité pas régulières, mais traduisent graphiquement la composition d'un caractère avec le sème de multiplicité binaire (二) ou ternaire (三). La formation de caractères par répétition d'éléments est relativement rare, mais montre en tout cas que ce modèle de formation ne peut pas suivre un modèle idéophonogramme : on ne voit pas en effet ce qui permettrait de dire qu'un caractère a d'un côté une fonction phonétique et que de l'autre, le même caractère a au contraire une fonction sémantique.

### Spécification par des clefs
Dans de nombreux cas, le sens primitif d'un caractère s'étend et évolue de manière divergente, au point que, le lien avec le sens primitif s'étant rompu, le caractère devient perçu comme traduisant deux sens distincts et homophones.
Le principe d'ajout d'une clef pour distinguer les homophones est tardif ; dans l'Antiquité chinoise, deux homophones, dont l'un utilisait la graphie d'un autre, n'étaient pas nécessairement distincts, et seul le contexte permettait de comprendre quel sens attribuer au caractère. Ainsi, « bois » et « verser », tous deux dits lín, pouvaient être écrits 林. Seul le contexte permettait de les différencier.
Un exemple particulièrement impressionnant est celui du caractère 其 (qí), dont le sens est aujourd'hui purement grammatical (ce, celui qui, lui). Le tableau présente un crible (𠀠) posé sur un support (丌). Cette image, dont le sens est aujourd'hui transféré sur le caractère 箕, s'emploie comme élément de caractère dans de nombreux tableaux composés, y compris quelques caractères anciens apparaissant sur des inscriptions sur bronze, voire oraculaires. Le sens général figuré de ces caractères anciens correspond à l'idée de quelque chose que l'on sépare du reste et que l'on emporte dans un panier. L'évolution graphique du caractère a été la suivante :
| Scène d'origine | 其                 | 其                 | 其          | 其          | 其             |
| Scène d'origine | Oracle sur écaille | Ex-voto sur bronze | Grand sceau | Petit sceau | Forme actuelle |

Ce panier tressé en bambou qui permet d'emporter des choses a eu une riche descendance, marquée par des clefs sémantiques diverses :
- (panier tressé) > 棋 (qí) Plateau de bois (木) quadrillé comme un panier tressé, où on joue au go ou aux échecs > Le jeu lui-même.
- (séparé dans un panier) > 箕 (jī) Poubelle, panier à vanner, le panier de bambou proprement dit (竹) qui sert à faire le tri.
- (séparé dans un panier) > 基 (jī) Fondation, la terre (土) de terrassement que l'on sépare et met dans un panier.
- (séparé dans un panier) > 諆 (qī) Les paroles (言) qui désunissent, comploter, nuire > Former un projet
- (séparé dans un panier) > 期 (qī) La date lunaire (月) dans sa boîte d'archive, ce qui est associé à une date particulière.
- (séparé dans un panier) > 斯 (sī) Morceau séparé à la hache (斤) > Petite particule > (gramm.) démonstratif : Ce, cet > 其 (qí) >
Ce > Particule qui se place entre le verbe et le sujet (exprimé ou sous-entendu) et sert à attirer l'attention sur ce dernier.
Ce > Interrogatif, utilisé pour introduire une question.
Ce > / Celui qui / Il, elle, son, sa

On voit qu'en fin de compte, le sens de 其 comme particule démonstrative, complètement étranger à son étymologie graphique, est venu par le sens intermédiaire de « copeau » (à présent 斯 sī) après que le sens primitif de 其 se soit transféré sur 箕. Il n'est pas possible au vu de cette seule série de savoir si le démonstratif a commencé par s'écrire 斯, dont le caractère a perdu graphiquement la spécification sémantique ; ou si le sens de « copeau » s'est initialement écrit 其 et a dérivé en un sens grammatical, les termes dérivés étant spécifiés par la hache (斤), mais de manière facultative quand il ne s'agissait que de la particule. Pour le lecteur moderne à qui on explique que la particule démonstrative dérive d'un dessin de panier, il s'agit d'un cas clair d'emprunt (假借 jiǎjiè), marqué par le fait que le sens initial du dessin n'est plus du tout celui du caractère ; mais l'analyse étymologique montre en réalité une continuité sémantique entre les deux.
On voit d'autre part que dans tous ces composés, la clef ajoutée correspond clairement à une spécification de la catégorie sémantique. L'homogénéité phonétique de la série est assez marquée (qí, qī, jī, sī) et clairement liée à une origine commune, basée sur 其. Mais on voit que le caractère 其 comporte également une sémantique forte, emportant toujours l'idée de quelque chose placée dans un panier pour être emportée ailleurs. De ce fait, s'il est évidemment possible de dire que 其 donne la phonétique de ces composés, il est également évident qu'il conditionne en même temps leur signification : ces composés sont à la fois des idéophonogrammes et des idéogrammes. En ce qui concerne leur explication étymologique, il n'est pas possible au vu de cette seule série de savoir dans quel sens la construction a été effectuée. La dérivation sémantique a pu être antérieure à l'individualisation du mot : l'enlèvement par panier 其 a peut-être pris divers sens métaphoriques qui ont été ensuite spécifiés par des clefs sémantiques. L'état initial a pu être l'homophonie de mots indépendants : une parenté sémantique a alors été reconnue derrière des mots que l'évolution linguistique a rendu homophones à un moment donné, parenté marquée par le choix de 其 dans leur retranscription.
On rencontre de nombreux caractères pour lesquels un des sens dérivés peut s'écrire avec ou sans une clef sémantique complémentaire. Par la suite, le caractère composé avec clef peut avoir une dérive sémantique de son côté, conduisant à des étymologies particulièrement lointaines. La langue classique fourmille d'exemples de ce type.
- 乎 (Petite articulation dans le discours) signifie également Interjection, Particule euphonique (appelant une suite), et dans ce sens peut s'écrire 呼 (avec la clef de la bouche 口).
- 亢 (Rebelle, rétif) donne comme sens dérivé Résister, lutter, qui dans ce sens peut s'écrire 抗 (avec la clef de la main 手)
- 伐 La lance dans le dos, dénotant une expédition militaire, une troupe en marche, a dérivé sur le sens de Service signalé rendu au public et peut s'écrire 閥 (arc de triomphe, avec la clef de la porte 門). La lance dans le dos est également, au sens figuré, le sillon que l'on trace droit derrière soi, et s'écrit 垡 dans ce sens (avec la clef de la terre 土).
- 共 (gòng), qui représente l'action commune de plusieurs mains, signifie collaborer. La dérivation Collaborer > Soigner > Respecter, faire attention a conduit à spécifier avec la clef du sentiment (心) pour donner 恭 gōng ; la dérive Collaborer > Contribuer > Contributeur a donné le caractère spécifié avec la clef de l'homme (人) pour former le caractère 供 gōng.

La composition avec des clefs sémantiques peut faire des allers-retours entre caractère simple et composé.

### Transcription de mots composés
Un certain nombre d'idéogrammes sont la représentation graphique d'une superposition de deux termes, comme si le concept qui devait être évoqué par une association d'idées l'était en réalité par une association de mots.
| Scène d'origine | 丈                 | 丈          | 丈          | 丈             |
| Scène d'origine | Ex-voto sur bronze | Grand sceau | Petit sceau | Forme actuelle |

Le caractère 丈 (sàn) en fournit un bon exemple. Il représente à l'origine une mesure de dix (十 shí) fois un empan d'une main (又 yòu), correspondant à la longueur d'une toise. Le caractère dans sa forme originale se lit simplement « dix (十) mains (又) ». Par la suite, ce graphique relativement simple de quatre traits s'est simplifié en trois traits, ce qui occulte son caractère essentiellement composé.
Sur le même modèle, on aura par exemple :
- 劣 (sans force), qui représente littéralement un déficit (少) de force (力).
- 占 (interpréter, déchiffrer, réfléchir) qui signifie littéralement ce que signifie (口) le présage (卜).
- 吝 (avoir honte / ne pas utiliser) découle de l'idée que prononcer à haute voix (口) le nom du totem (文) était autrefois tabou, d'où la représentation de quelque chose d'interdit et dont on a honte par « dire le graphique ». Comparer avec 名 « S'appeler, se nommer », impliquant au contraire le nom public.
- 墨 (Encre de chine) est littéralement la substance terreuse (土) faite avec du noir de fumée (黑).
- 宋 (Cabane) est très exactement et étymologiquement (et tout bêtement) une cabane (宀) en bois (木). Ce terme vocalisé Sóng est surtout connu parce que la « région des cabanes en bois » nommée d'après ce terme (par opposition aux habitats de terre battue, troglodytes,...) est celle qui a donné naissance à la dynastie impériale finalement dénommée Dynastie Song.
- 宗 (Temple des ancêtres) est littéralement le bâtiment (宀) où émane l'influx (示) des ancêtres défunts sur leur postérité.
- 甦 (reprendre conscience) est composé de 更 (encore) et 生 (vivre)[19].

| Scène d'origine | 戍                 | 戍                 | 戍          | 戍          | 戍             |
| Scène d'origine | Oracle sur écaille | Ex-voto sur bronze | Grand sceau | Petit sceau | Forme actuelle |

Le caractère 戍 mérite une mention spéciale. Sa composition évoque un homme (人) avec une hallebarde (戈), homme-hallebarde, littéralement un hallebardier. Initialement, les deux composants étaient séparés, le caractère étant étymologiquement composé. Avec l'usure du graphisme, cependant, l'homme étymologique a fini par se souder à la hallebarde (caractère qui tend à se souder avec son contexte), conduisant à un alignement graphique (轉注) du tracé sur 戊 (sans rapport étymologique).
Paradoxalement, donc, à partir des deux mêmes composés homme (人) et hallebarde (戈), le caractère 伐 évoqué précédemment, initialement tableau montrant la hallebarde liée dans le dos, a conduit à un caractère apparaissant à présent comme composé ; tandis que le caractère 戍, initialement une composition idéogramme séparée, a vu ses composants fusionner en un glyphe unique. L'étymologie chinoise a des voies que la raison ne connaît pas...
Ces compositions n'ont généralement rien à voir avec la phonétique, et peuvent donc être qualifiées de purement idéogrammiques.

### Idéogrammes composés (ou agrégats logiques)
Quelques caractères composés évoquent un concept par la superposition de deux (parfois trois) éléments. Par exemple :
- Le céréale 禾 (hé ) et le feu 火 (huǒ ) évoque l'idée de 秋 (qiū) l'automne, saison de la récolte après laquelle on chaume les champs par brûlis.
- Le feu 火 (huǒ ) sous un bois 林 (lín) évoque l'idée de 焚 (fén) mettre le feu à, incendier. Le caractère pourrait passer spécifiquement pour un tableau, si ce n'est que le sens propre de « incendie de forêt » n'est pas attesté.

Cependant, les limites avec les autres voies de formation des caractères composés ne sont pas tranchées.
| Scène d'origine | 初                 | 初                 | 初          | 初          | 初             |
| Scène d'origine | Oracle sur écaille | Ex-voto sur bronze | Grand sceau | Petit sceau | Forme actuelle |

Le caractère 初 (chū, début, commencement) est formé par la superposition d'un couteau (刀 dāo) et de l'habit (衣 yī, sous sa forme tassée 衤). Il est lisible comme une expression de deux mots, mais ici « couper l'habit » est une énigme tant qu'on n'en détient pas la clef : « "commencer", parce que (dit la tradition) la coupe (du tissu) est le commencement de l'habit ».
Il est difficile de dire si l'expression « couper l'habit » était préexistante dans le langage parlé sous forme d'expression figée (詞) avant d'être mise par écrit, ou si la composition graphique a été faite sous forme d'une énigme logique dont la compréhension nécessite une clef d'explication étymologique, construite pour l'occasion. Dans un cas comme dans l'autre, l'origine du caractère est conforme au génie de la langue chinoise, qui procède volontiers par associations figées (écrite ou orale), et le caractère est clairement construit pour évoquer une idée, ce qui en fait bien un idéogramme composé. En un sens, on peut dire qu'il est également un tableau composé, puisque la scène d'un ciseau s'approchant de l'habit est évidemment une scène de la vie quotidienne, mais le caractère n'a jamais voulu représenter la coupe d'un habit : contrairement aux pictogrammes, il ne signifie pas ce qu'il représente, mais doit être interprété dans un sens métaphorique.
En outre, un tel caractère montre que l'explication étymologique est un élément important dans l'apprentissage des caractères : le nombre de fausses étymologies dans les gloses vient de ce que pour le génie chinois, un caractère doit avoir une explication.
| Scène d'origine | 朙                 | 朙                 | 朙          | 朙          | 朙             |
| Scène d'origine | Oracle sur écaille | Ex-voto sur bronze | Grand sceau | Petit sceau | Forme actuelle |

Le caractère qui désigne étymologiquement la notion de « brillant » demande une explication nuancée. Le caractère 明 míng, qui rassemble le Soleil 日 et la Lune 月, signifie avant tout « lumière », parce que ce sont les deux astres qui fournissent la lumière sur terre, en brillant au firmament : un idéogramme pur, donc. Mais il semble que le caractère d'origine pour désigner la « clarté » a plutôt été le caractère ancien 朙 míng, tableau montrant la Lune 月 éclairant à travers une fenêtre 囧 : l'idée de clarté (par opposition aux ténèbres) est en effet bien mieux évoquée par le tableau d'un rayon de lune perçant l'obscurité d'une pièce à travers la fenêtre. L'un ou l'autre caractère a de toute manière fini par désigner la dynastie Ming, et de toute évidence, il vaut mieux honorer un empereur en l'associant au Soleil plutôt qu'à une fenêtre. De ce fait, il est possible que le tableau d'origine ait été transformé en idéogramme pour des raisons courtisanes.
Enfin, il est parfois difficile de faire la part entre la sémantique et la phonétique dans la formation d'un composé relativement récent, qui se présente pratiquement toujours sous une forme d'idéophonogramme. Par exemple, le caractère 認 rèn, qui signifie à présent surtout « connaître (quelqu'un) » est composé de trois pictogrammes : 言 yán « parole » (une langue sortant de la bouche) ; 刃 rèn « lame de couteau » (noter le trait sur le couteau 刀 dāo, qui signifie qu'il faut considérer sa lame) ; 心 xīn « cœur ». Le caractère se prononce comme 刃 rèn, qui peut représenter un composant phonétique. Par rapport au sens moderne, il est donc possible de comprendre l'agrégat ainsi : connaître quelqu'un, c'est se servir de la parole comme d'une lame pour trancher le cœur, l'intimité, et ainsi avoir accès à ce qu'est réellement cette personne au fond d'elle-même. Mais le caractère signifie également « avouer », et sa composition dérive du composé 忍 rěn, qui représente le tranchant d'une lame (刃) que l'on doit supporter avec courage (心). Par rapport à cette filiation, il forme un idéogramme composé, évoquant avant tout les paroles d'aveu que l'on peut prononcer sous la menace ou sous la torture, étant entendu que l'on avoue ce que l'on connaît... Mais cette filiation ne permet pas de trancher entre un idéogramme et un idéophonogramme. Le caractère a pu être synthétisé comme un vrai idéogramme, l'interprétation phonétique étant guidée a posteriori par celui des composants le moins susceptible d'être une clef de contextualisation sémantique, ici 刃 rèn. Dans ce cas, le sens de « avouer » sera historiquement premier. Inversement, le mot rèn « connaître (quelqu'un) » a pu se former dans la langue orale, et être mis par écrit tardivement (le caractère est inconnu du ShuoWen) au moyen d'une clef sémantique 言 rappelant la parole et d'une phonétique approximative 忍 rěn. Dans ce cas, c'est le caractère retenu comme phonétique qui a apporté par la suite la connotation de torture, à travers ce qui relève d'une étymologie populaire, et favoriser le sens de « avouer » comme sens secondaire.

## Étymologies phonétiques

### Emprunts phonétiques (假借)
L'emprunt phonétique désigne des caractères (généralement simples) dont le sens usuel n'est pas celui que donne l'étymologie graphique. Xú Shěn parle de 假借 jiǎjiè : 假 signifie quelque chose de faux, de trompeur, et 借 signifie emprunter ou prendre un prétexte : l'idée est celle d'un mot qui a emprunté la forme graphique d'un autre, porteur du sens original. Xú Shěn cite comme cas d'emprunts les caractères 韋, 西, 能 et 鳳 dans son dictionnaire étymologique.
Léon Wieger en donne une interprétation radicale : « Un terme était propre au langage parlé, aucun caractère existant n'avait ce sens ; au lieu de créer un nouveau caractère on convint qu'un ancien s'écrirait ainsi désormais pour signifier le terme - cette signification jurait avec la composition traditionnelle, peu importe, elle est conventionnelle. »
Cette formulation reflète la conception a priori que les linguistes de son époque se faisaient des systèmes d'écriture, censés passer historiquement des pictogrammes à un système d'alphabet à travers un système syllabique (de type hiéroglyphe), dont les « emprunts » seraient la trace en écriture chinoise.
Dans cette optique, l'emprunt est analysé comme l'idéophonogramme : dans les deux cas, un caractère est utilisé pour un autre mot de même prononciation. La différence est que dans le cas de l'emprunt, le « sens principal » perçu pour le graphique est celui de l'emprunteur. Quand il a été conservé, le mot d'origine devient perçu comme une polysémie accidentelle, et peut recevoir par la suite un élément graphique (ou « clef ») pour le différencier.
Il est cependant difficile de trouver dans les caractères chinois des exemples d'emprunts où cette thèse d'une rupture absolue avec toute sémantique pourrait être vérifiée.
Par exemple, Xú Shěn indique que anciennement au temps de la dynastie Zhou, le caractère 來 lái signifiait « blé » ; mais le sens principal est à présent le verbe venir. En l'absence de lien logique entre ce verbe et l'image d'un épi de blé, on parlera d'emprunt : le verbe a emprunté le caractère du blé. L'interprétation usuelle est que les deux mots étant homonyme, on a emprunté le caractère du blé pour noter le verbe venir, qui n'avait pas de caractère propre ; et l'homophonie a disparu, parce que la prononciation du mot « blé » a changé aujourd'hui (mài), ainsi que le caractère (auquel on a rajouté 夂 et qui s'écrit à présent 麥).
On peut cependant remarquer sur cet exemple que parmi les sens classique mais rares du caractère 來 figure « Attirer par des bienfaits, encourager par des récompenses », ce qui suggère la dérivation sémantique : « Blé » > (« commensal » ou « reconnaissance du ventre » non attesté) > « Attirer par des bienfaits », « encourager par des récompenses » > « Attirer », « faire venir » > « Venir ». Par rapport à cette dérivation, il n'y a pas de raison de supposer un emprunt phonétique, puisqu'à l'origine il s'agissait du même mot. Par la suite que le nuage sémantique s'est déplacé sur le sens principal de venir, produisant de nombreux autres dérivés sémantiques ; et le lien sémantique distendu avec la racine étymologique s'est rompu.
Autre exemple, le caractère (能 néng), qui représente un ours, signifie principalement « pouvoir faire quelque chose » (physiquement). Le mot « ours » s’écrit de son côté 熊 (xiong), où on a rajouté au caractère primitif la clé du feu (火) sans rapport apparent. Ce n'est pas pour autant un emprunt : les sens classiques conservent sur le caractère 能 une continuité sémantique entre « Ours » > « Puissance » > « Force, pouvoir ». D'autre part, si le caractère 熊 signifie à présent « ours », ce n'était pas son sens d'origine qui était « ourse » : le tableau primitif était la représentation d'une ourse (能) qui protège entre ses pattes un ourson dont on ne voit que les quatre pieds (tracé 灬, assimilation graphique à la forme que prend la clef 火 en bas de caractère).
Un exemple classiquement retenu pour illustrer un « emprunt » est celui du caractère 萬, qui représente un scorpion, et signifie principalement « dix mille ». Même dans ce cas extrême, il n'est pas certain que le sens moderne soit entièrement déconnecté du caractère graphique : on peut en effet noter dans les sens classiques que le caractère désigne également une « représentation militaire accompagnée de chants » (et est devenu le nom générique des « représentations mimiques accompagnées de chants »). Comme un palimpseste sémantique, ces sens classiques suggèrent une dérive métaphorique : Le caractère 萬 ne désignait peut-être pas à l'origine le scorpion lui-même, mais évoquait plus spécifiquement la "danse du scorpion". Il a servi à désigner une danse guerrière menée par des soldats (sorte de haka?), articulés dans leur armure comme des insectes, puis à l'idée d'une troupe collective agissant collectivement comme un « essaim », d'où l'idée de « grand nombre », et par spécification, de myriade.
Léon Wieger signale un autre mécanisme d'emprunt, celui du caractère 哥 gē, graphiquement formé par le redoublement de 可 kě. Le sens primitif de ce dernier caractère était essentiellement quelque chose de « convenable ». Pour Wieger, la lecture 哥 gē « frère aîné » serait un emprunt par rapport à un sens primitif à présent noté 歌 gē « chant lyrique », aidé par la similitude phonétique. On voit mal, en effet, pourquoi un chant lyrique servirait à qualifier un frère aîné, ou inversement. En revanche, ces deux sens peuvent dériver (éventuellement par deux lieux de production différents) du redoublement de 可 marquant un intensitif, l'un pour désigner un chant convenable à quelque usage traditionnel, l'autre pour marquer que le frère aîné est éminemment convenable pour représenter la famille dans un système pratiquant le droit d'aînesse.
Léon Wieger signale enfin un dernier cas d'emprunt, plus artificiel : celui d'une méprise, ou faux emprunt. Un scribe écrit par erreur un caractère pour un autre, « emprunt par méprise », que le respect superstitieux voué aux textes classiques n'a pas permis de corriger.

### Forme et son (形聲)
Les idéo-phonogrammes sont des caractères composés d’une clé, et d’un élément graphique, servant à rendre un son.
Xú Shěn les qualifie de 形聲 xíngshēng « description du son » : 形 signifie la description ; et 聲 signifie ce qu'entend l'oreille : un son :
三曰形聲。形聲者，以事為名，取譬相成，“江、河”是也
la troisième (formation) est dite « description du son ». Idéophonogrammes, parce que la manière de les écrire guide la manière de le lire, le choix de l'exemple éclaire la signification de l'ensemble. 江 et 河 en sont des exemples.
Cette dernière catégorie est de loin la plus nombreuse. Xú Shěn place dans cette catégorie 82 % des caractères qu'il a traités ; pour le dictionnaire de caractères de Kangxi (1716) la proportion atteint 90 %, du fait que cette catégorie est la seule qui soit restée longtemps productive.
L'existence de tels composés doit beaucoup à la structure syllabique de la langue, dans laquelle existent nombre d'homophones. Ce procédé est favorisé par la structure phonologique du mandarin, qui ne peut former, à peu de chose près, que 400 syllabes différentes, si l'on omet les tons. Une telle structure rend le chinois très riche en homophones. À titre indicatif, il existe environ plus de deux cents caractères se prononçant shi en chinois moderne.
Cette analyse des caractères est une méthode originale introduite par Xú Shěn : avant lui, tous les composants d'un caractère composé étaient analysés comme porteurs de sémantique, sans en distinguer comme « phonétiques » (聲). Cependant, le fait que Xú Shěn signale un composant comme « phonétique » n'implique pas que le caractère analysé soit un idéophonogramme au sens moderne du terme. Les exemples abondent où un caractère dont le sens a dérivé s'est trouvé recatégorisé par une clef sémantique, le transformant formellement en composant phonétique, alors qu'il s'agit étymologiquement du même mot. En outre, la partie phonétique d'un idéo-phonogramme a souvent été déterminée à une époque où la langue, phonétiquement, était différente de la langue actuelle : or, de tels changements peuvent masquer le lien censé exister entre la prononciation réelle et la prononciation indiquée par la partie phonétique. Ainsi, nombreux sont les idéo-phonogrammes dont la partie phonétique ne correspond plus au son désigné.
Quand le ShuoWen indique une phonétique, de nombreuses questions peuvent se poser : Quelle était la situation phonologique quand le caractère a été créé ? Quelle était celle de l'époque de Xú Shěn ? Et est-ce la lecture conventionnelle du caractère quand il apparaît dans des textes anciens, ou celle du langage parlé de l'époque ?
Ceci étant, un lecteur rencontrant un caractère composé inconnu a deux chances sur trois de deviner correctement sa prononciation s'il retient celle du composant « phonétique » : 有边念边，没边念中间吗，没有中间，自己编.

### Idéo-phonogrammes
L'existence d'idéo-phonogrammes est parfois manifeste dans la forme même du caractère, y compris pour des caractères anciens, quand certains composés sont marqués de la clef 口 (bouche, voix) pour signifier que le reste du caractère est pris dans un sens phonétique. Ainsi, le caractère 若 discuté ci-dessus est marqué dans le style sigillaire par 口 qui signifie que le caractère est perçu comme un « emprunt » : le dessin est celui d'une jeune femme, mais le sens est celui de « cueillir », le rapport entre les deux s'étant perdu pour les scribes. De même :
- 吾 se lit dès les inscriptions oraculaires comme l'émission de voix, l'appellation (口) qui se prononce Wo (五, comme "cinq" = moi tout entier, issu des cinq principes naturels) : L'appellation par laquelle on se désigne soi-même.
- Partant de la même clef 口, et lui ajoutant le pictogramme 馬 mǎ , on obtient l’idéo-phonogramme 嗎 ma, particule grammaticale marquant l’interrogation, et dont le seul rapport avec le cheval est la prononciation (si l’on néglige les tons).

L'idée d'associer une clef sémantique à un caractère relativement arbitraire est également naturelle et très généralisée dans la toponymie, où des noms propres relativement arbitraires doivent être transcrits. Ainsi, la clef 山 rassemble non seulement des noms communs relevant du domaine montagnard, mais également de nombreux noms propres désignant telle ou telle montagne. De même, 水 marque de nombreux noms de rivières, et 邑 marque le nom de nombreuses principautés.
La taxinomie est également un domaine où un nom arbitraire est associé à une classe sémantique générale : il est rare qu'un nom de poisson ne soit pas marqué par 魚, et de même pour les oiseaux (鳥 et 隹) ou les insectes et reptiles (虫) dans le domaine animal, pour les plantes (艸) dans le domaine végétal, ou les pierres précieuses (玉) ou non (石) dans le domaine minéral.

### Phonétique et justification sémantique
L'élément phonétique s'avère souvent sémantiquement motivé, ce qui n'apparaît parfois qu'a posteriori, mais permet une analyse interne des caractères.
Ainsi, les deux exemples retenus par Xú Shěn sont 江 (le Fleuve Bleu) et 河 (le Fleuve Jaune). Il n'y a pas de raison de supposer que le Fleuve Bleu dérive son nom vernaculaire de 工 (« travail »), ni que le Jaune tire le sien de 可 (« approuver, convenable »). Il est en revanche probablement significatif que 工 signifie également « officier, chef », ce qui permet de comprendre le caractère comme « le fleuve en chef » : le Yangzi Jiang (ou Yang-Tsé-Kiang) est le plus grand fleuve d'Eurasie, et le caractère 江 désigne par extension le fleuve principal par opposition à ses affluents. De même, les « trois régions du fleuve jaune » (三河) que sont le Henan (河南), le Hebei (河北) et le Hedong (河東) forment le berceau de la civilisation chinoise. Pour cette civilisation, ce sont les régions « convenables » (可) par excellence, par opposition à la barbarie périphérique ; il est juste que le fleuve qui les relie soit lu comme un « Fleuve convenable ».
On voit ici l'importance de la sémantique qu'apporte le terme « phonétique » pour la compréhension du caractère composé « idéophonogramme ». Même en l'absence de lien étymologique préalable dans la langue parlée entre le mot à transcrire et son homophone servant d'élément de caractère, une composition ne rencontre le succès que si elle est compatible avec la structure générale d'une composition entre composantes intensives et extensives, celle qui découle du mécanisme signalé plus haut d'une spécification par une clef (sémantique) d'un mot devenu trop polysémique (qui conserve la phonétique, et un lien avec le nuage sémantique originel). Cette « explication » du caractère peut prendre la forme d'une étymologie populaire, voire rester à un niveau pré-conscient ; mais la langue tendra à rejeter les compositions sans compatibilité sémantique.
Ainsi, par exemple, le silicium a été noté 矽, le corps solide (石) qui se prononce si (夕 le soir) comme silicium. Mais « solide du soir » n'étant pas évocateur, la désignation a évolué en 硅 : le solide du Jade (圭 guī), dont le silicium est le principal constituant ; et par lecture inverse de cet élément de caractère évidemment « phonétique », le silicium se dit à présent guī. Inversement, pour le plutonium 钚, métal (金) se prononçant Pu (不, ne pas, négation) on peut facilement comprendre que ce métal sur lequel porte le traité de non-prolifération a une compatibilité sémantique solide avec l'idée d'interdiction.
Plus simplement, 菜 cài « légume » est composé de la clef de l'herbe pour le sens de « végétal » et de 采 cǎi « cueillir » pour le son. Mais la notion de « cueillette » n'est pas étrangère à celle de « légume ».
L'interprétation sémantique des composants d'un caractère idéo-phonogrammatique est ainsi souvent prétexte aux jeux poétiques. Il ne faut pas perdre de vue qu'elle reste, dans la majorité des cas, secondaire et a posteriori.

### Clefs sémantiques
Pratiquement tous les caractères formés après l'inventaire du ShuoWen sont formés sur le modèle des idéo-phonogrammes : un caractère porteur de phonétique accolé à une clef marquant la classe sémantique. C'est un type de formation qui est encore naturel et actif de nos jours : 钚 (plutonium) a été formé sur 金 (métal) et 不 (phonétique bu).

眉, représentation d'un œil et d'un sourcil, oracle sur écaille.

L'analyse usuelle qui est faite de ces composés est bien décrite par Geoffrey Sampson et Chen Zhiqun :
« Les caractères simples furent utilisés non seulement pour le mot pour lequel ils avaient été inventés, mais également pour des homophones ou quasi-homophones sans relation de sens. La confusion extrême qui résultait de ces homophonies fut heureusement corrigée, dans la plupart des cas, en ajoutant une caractérisation sémantique permettant de distinguer graphiquement ces homophones. Ainsi, le caractère 眉 (méi) signifie sourcil, mais avec la clef de l'eau l'homophone 湄 méi signifie la berge d'un cours d'eau, et avec la clef de la femme 媚 mèi signifie séduisant ; et ainsi de suite. »
Par exemple il faut représenter le verbe « se laver les cheveux », qui se dit mù ; or, le caractère de « l'arbre » 木 se prononce de la même manière mù ; ainsi, écrire « arbre » tout en accompagnant le caractère de celui (dénommé ici « clef sémantique ») pour « eau », 氵 qui renvoie à l'idée principale de lavage, permet de créer un nouveau caractère 沐 mù = « se laver les cheveux » tout en distinguant les sens des homophones.
De même :
- Le caractère 林 lín marqué de la clef de l'eau 氵 permet de noter 淋 lín = « verser ».
- Le caractère 采 cǎi, « cueillir », marqué par la clef de l'herbe 艹 permet de noter 菜 cài = « légume », l'herbacée que l'on cueille.

On voit dans ce dernier exemple qu'il n'y a pas de limite franche entre un idéogramme composé et un idéophonogramme : le choix de la « phonétique » peut comprendre une part de sémantique, et conduire à des étymologies plus ou moins solides.
Le système n'est pas purement phonétique ; le choix d'un caractère « phonétique » peut a priori se faire sur l'ensemble du lexique, mais le nombre de caractères réellement utilisés dans ces constructions reste limité. Les sons chinois étant peu nombreux, quatre cents caractères environ auraient pu suffire pour composer une gamme sonique. En pratique, les chinois ont employé comme éléments phoniques un nombre plus considérable de caractères, de l'ordre du millier.
Cette description est cependant critiquable, car s'il est certain que l'ajout d'un élément de caractère précisant la classe sémantique permet de lever des ambiguïtés entre concepts homophones, il est cependant rare que ces homophones soient réellement sans aucune relation de sens, quand on examine les évolutions et dérives que le sens premier a pu avoir en chinois classique. Ainsi, pour reprendre l'exemple précédent, 眉 a pour sens propre « sourcil », mais peut aussi désigner par métaphore tout ce qui ressemble à un sourcil, et spécialement une berge touffue 湄 ; de même le sourcil est ce qui permet de faire de l'œil, et donc de séduire 媚.

### Formation des séries phonétiques
Une série phonétique est une série de caractères composés, où l'on reconnaît le même élément de caractère en position de « phonétique ». Cependant, la prononciation n'est pas nécessairement homogène dans ces séries « phonétique ». La détermination est vague quant à la voyelle finale, plus vague encore quant à la consonne initiale, à peu près nulle quant au ton et à l'aspiration.
Dans son ouvrage sur les Caractères Chinois, Léon Wieger identifie ainsi 858 éléments phoniques féconds qui forment des séries phonétiques.
Le tableau ci-dessous donne par exemple les caractères de la série phonétique no 342 de Wieger, qui est une série particulièrement prolixe comprenant l'élément de caractère 其 (qí, primitivement, panier, à présent 箕). En unicode on identifie 40 composés comprenant le caractère 其, la série donnée par Wieger n'en comprend que 30.
La série phonétique donnée par Wieger comprend le caractère 箕, qui porte à présent le sens d'origine de « panier », recontextualisé par la clef du bambou après que le terme d'origine a dérivé. Elle comprend également trois caractères anciens (apparaissant dans des inscriptions sur bronze) où la clef sémantique fonctionne comme un idéogramme composé (會意), dont le sens découle d'une association d'idée avec le sens primitif de « panier que l'on déplace » :
- 基 « fondation » (la terre creusée est évacuée dans un panier) ;
- 期 « période de temps » (dans une série d'archives, ce qui a trait à la même période est rangé dans la même boîte) ;
- 棋 « échiquier » (plateau de bois quadrillé comme un panier).

La série comprend également un idéogramme de composition récente, 朞 « période d'un an, anniversaire », formé par dérivation de 期 « période de temps » : le sens est suffisamment proche pour que les composants soient les mêmes, mais la composition spécialisée marque le sens spécialisé.
La série comprend des « composés de composés » : 僛 (chanceler, tituber) est composé de 欺 (décevant, hideux) ou peut-être plutôt de 倛 ; ou 藄 (Pois, vrille de vigne) dérivé de 萁 (même sens). Dans ces deux cas, la dérivation par ajout d'une clef de spécification conserve évidemment la phonétique, mais elle reflète également un lien sémantique avec le terme d'origine, immédiat pour 藄, moins clair pour 僛 : tituber est une démarche hideuse? (la liaison sémantique passe probablement dans ce cas par 倛, masque laid et difforme en peau d'ours utilisé pour les exorcismes contre le démon de la peste, non retenu par Wieger dans sa série phonétique).
Cette dérivation par ajout d'une clef sémantique sur un caractère déjà composé est relativement rare pour les composés attestés au sigillaire : on observe plutôt une substitution d'une clef par une autre. Ainsi, le caractère 碁 (récent) désignant spécifiquement le jeu de Go est dérivé par substitution de clef sémantique du caractère synonyme 棊 (récent), lui-même spécialisation du caractère plus courant 棋 (ancien).
Ce même mécanisme de substitution permet de rendre compte de liens sémantiques entre termes de la série, alors qu'ils sont apparemment sans rapport avec la « phonétique ». Ainsi, on voit mal a priori ce qui pourrait expliquer sémantiquement que la partie « phonétique » du caractère désignant la licorne mâle (麒) soit un panier (其), mais en tenant compte de ce phénomène de substitution de clef et de dérive sémantique, on peut reconstituer les dérivations successives suivantes :
- 其 (panier que l'on emporte) donne 期 une période de temps (année, mois, jour) par juxtaposition d'idée (la boîte d'archive relative à une période donnée), sens dérivé « une année » ;
- Dans le sens de « annuel », 期 conduit à 稘 : grain ou céréale 禾 annuel 期, sens dérivé : « haricot, plante à vrille » ;
- Le caractère 稘 évolue en 萁 pour désigner spécifiquement pois, haricot, vrille de vigne, et de là un grand nombre de sens dérivés ;
- Dans le sens de quelque chose de filamenteux, 萁 ou 稘 conduisent à 綦 : cordon de soulier, ruban, lequel évolue pour désigner également la couleur de ces cordons : gris noir, vert foncé, rouge foncé ;
- Désignant une couleur, 綦 conduit par dérivation à 騏 : cheval gris tacheté de noir ;
- Enfin, le caractère 麒 se lit comme la bête à corne (鹿 comme un cervidé) qui ressemble à un cheval gris (騏).

Ces différents glissements correspondent au même mécanisme fondamental : un mot (caractère composé) voit son sens glisser, par analogie, métaphore, association d'idée ou spécialisation ; et si nécessaire, une clef sémantique peut préciser la catégorie dont relève le sens nouveau, en se substituant à la clef sémantique précédente, créant un nouveau composé. Dans ces dérivations, le caractère commun de la série traduit une phonétique commune, non pas à la suite d'un choix arbitraire, mais bien parce qu'il s'agit à chaque étape du glissement de sens d'un même mot. Mais inversement, si dans une telle série de glissements, un sens ou un caractère pivot vient à se perdre, la connexion sémantique est rompue, et seul demeure le rôle « phonétique » du caractère.
Cette indifférence relative au spécificateur avait été notée dans les textes anciens : « 古無正字，多假借，以中為仲，以說為說，以召為邵，以間為閑 » (Autrefois, deux caractères n'étaient pas nécessaires, on empruntait volontiers une graphie [d'un caractère homophone (du moins à cette époque)] ; ainsi en écrivant 中 zhong "milieu", on exprimait le sens de 仲 zhong "intermédiaire"; avec la graphie 說 shuo "expliquer", on signifiait 說 yue "joie", (etc.).
Les toponymes sont représentés par une rivière 淇 ; et la taxinomie est représentée par les clefs du cheval 馬, du poisson 魚 et des oiseaux 鳥, mais également du cerf 鹿 et du démon 鬼. Sur ces éléments les dérivations de sens sont beaucoup plus difficile à suivre, mais des dérivations restent plausibles.
On voit sur cet exemple que seuls les éléments récents (粸, 蜞 et 踑, pour lesquels il n'y a pas de graphie ancienne attestée) apparaissent comme des idéophonogrammes vrais : le sens du mot n'a pas de lien particulier avec l'idée de « panier », ni avec l'un quelconque de ses dérivés, et la seule raison d'être de cet élément de caractère paraît être de rappeler la phonétique du mot (encore qu'il y ait évidemment pour ces deux derniers un rapport possible entre 蜞 « crabe » et 踑 « s’asseoir les jambes repliées et croisées »).